# 1939
Het jaar 1939 is een jaartal volgens de christelijke jaartelling.

## Gebeurtenissen

### januari
- 26 – Spaanse troepen onder bevel van generaal Franco bezetten Barcelona. Duizenden burgers steken de Franse grens over en worden ondergebracht in een vluchtelingenkamp te Le Perthus.
- 27 - Adolf Hitler geeft opdracht voor Plan Z, de vlootuitbreiding van de Duitse Kriegsmarine (waaronder de slagschepen Bismarck en de Tirpitz), ontwikkeld door Großadmiral Erich Raeder.

### februari
- 14 – In Duitsland wordt de Bismarck te water gelaten, het een na grootste slagschip in de Duitse marine.

- Bioscoopjournaal uit februari 1939. Voetbalwedstrijd tussen Nederland en Hongarije in het Feyenoordstadion te Rotterdam. Uitslag: 3-2.

### maart
- 12 – Eugenio Maria Giuseppe Giovanni Pacelli wordt als Pius XII gekroond tot paus.
- 14 – Met de hulp van Hitler roepen Slowaakse separatisten de onafhankelijkheid uit van Slowakije, dat een vazalstaat van nazi-Duitsland wordt.
- 15 – Duitse troepen bezetten Praag. Het overblijvende Tsjechische hartland wordt geannexeerd door het Derde Rijk en hernoemd tot het Protectoraat Bohemen en Moravië.
- 15 – Schrijver en historicus Carles Rahola i Llorens wordt in Girona gefusilleerd door de franquisten.
- 22 – Litouwen staat het Memelland af aan nazi-Duitsland.
- 23 – Nazi-Duitsland neemt het Memelland in. Hitler geeft voor de laatste keer een toespraak naar aanleiding van een gebiedsuitbreiding zonder dat er een schot voor gelost hoefde te worden.
- 31 – De Amsterdamse advocaat Johan Fredrik Theodoor van Valkenburg wordt verheven in de Nederlandse adel. Hij is de laatste persoon aan wie deze gunst te beurt valt.

- Bioscoopjournaal uit maart 1939. Diverse manieren van vrijetijdsbesteding.
- Bioscoopjournaal uit maart 1939. De zesde Provinciale Parkwegwedstrijd (hardloopwedstrijd) te Gouda.
- Bioscoopjournaal uit maart 1939. Deelnemers (o.a. militairen en verenigingen) tijdens de vierde Kaloramawandeltocht te Nijmegen.

### april
- 1 – Einde van de Spaanse Burgeroorlog, die met hulp van Hitler en Mussolini gewonnen wordt door generaal Franco.
- 2 – In België worden verkiezingen gehouden. De socialisten verliezen en gaan in de oppositie.
- 7 – Italië annexeert Albanië.
- 26 – De nieuwe soesoehoenan van Soerakarta, Pakoeboewono XI, wordt gekroond.

- Bioscoopjournaal uit april 1939. In Dordrecht wordt de Voorjaarsbijenmarkt gehouden. Beelden van bijenkorven, die door imkers worden getoond en door geïnteresseerden worden bekeken.
- Bioscoopjournaal uit april 1939. Wandelende schoolkinderen op het platteland tijdens de afstandsmarsen voor de schooljeugd te Schiedam.

### mei
- 3 – De volkscommissaris van buitenlandse zaken Litvinov van de Sovjet-Unie wordt plotseling vervangen door Molotov. Hiermee wordt een totale wending ingeluid in de buitenlandse politiek van Moskou.
- 22 – De Duitse en Italiaanse ministers van Buitenlandse Zaken, Joachim von Ribbentrop en graaf Galeazzo Ciano, ondertekenen het Staalpact in Berlijn.
- 23 tot 26 – De Nederlandse koningin Wilhelmina brengt een staatsbezoek aan België.

- Bioscoopjournaal uit mei 1939. Beelden van de zesde jaarlijkse Vrouwenvredesgang in de binnenstad van Rotterdam.
- Bioscoopjournaal uit mei 1939. Viering van het twintigjarig bestaan van het Deventer Landbouw Corps "NJI SRI" te Deventer.

### juni
- 18 – De chef van de Duitse Abwehr, admiraal Canaris, ontvangt een brief van de moefti van Jeruzalem, Amin al-Hoesseini, waarin deze de Duitsers bedankt voor de financiële ondersteuning, zonder welke hij de opstand niet zo lang had kunnen volhouden.

- Bioscoopjournaal uit juni 1939 met beelden van een zeilwedstrijd op de Westeinderplassen.
- Fragment uit Gesprek van de dag van 6 juni 1939 over de schaduwzijden van het Hollandse zomerleven.
- Fragment uit Gesprek van de dag van 6 juni 1939 over de Europese toestand van het ogenblik, met aandacht voor de ontwikkelingen rondom de Vrije stad Danzig en het Franse en Engelse standpunt ten aanzien van Duitsland.
- Reportage op het circuit van Zandvoort op de vooravond van de eerste autorace die daar op 3 juni 1939 door de KNAC wordt georganiseerd. Uitgezonden door de PHOHI.

### juli
- 24 – 27 – De zygalski-bladen, die door de Poolse cryptologische dienst zijn ontwikkeld als hulpmiddel voor het breken van de Enigmacode, worden op de Pools-Frans-Britse conferentie in Pyry, ten zuiden van Warschau, overgedragen aan de geallieerden. Hierna worden ze verder ontwikkeld op Bletchley Park.
- 25 – Beëdiging van het vijfde kabinet-Colijn, dat al twee dagen later door de katholieken en de socialisten in de Tweede Kamer wordt weggestemd.
- 31 – In Artis wordt de eerste kinderboerderij van Nederland geopend.

- Bioscoopjournaal uit juli 1939. Het vijfde kabinet Colijn, dat na twee dagen weer is afgetreden (25-07-'39 tot 10-08-'39).
- Bioscoopjournaal uit juli 1939. De uitvoering van een (kampeer-) lied door 2500 schoolkinderen op de markt te Delft.
- Bioscoopjournaal uit juli 1939 met beelden van een zeilwedstrijd met modelbootjes voor de jeugd te Amsterdam.
- Bioscoopjournaal uit juli 1939. De onafhankelijkheidsfeesten te Delfzijl t.g.v. het feit dat 125 jaar geleden de achterblijvers van de elders reeds vertrokken Franse legers deze laatste vesting op Nederlands grondgebied verlieten.

### augustus
- 10 – Beëdiging tweede kabinet-De Geer, door hem zelf een extra-parlementair nood-kabinet genoemd.
- 14 – De watertoren San Nicolas op Aruba wordt door gouverneur Wouters van de Nederlandse Antillen geopend. Samen met de nog in aanbouw zijnde watertoren Oranjestad moet ze de waterdruk op het eiland verbeteren.
- 23 – Molotov-Ribbentroppact: De Duitse minister van Buitenlandse Zaken Joachim von Ribbentrop en zijn Sovjetcollega Vjatsjeslav Molotov ondertekenen in Moskou een niet-aanvalsverdrag. In het verdrag wordt een geheime bepaling toegevoegd over de opdeling van Polen en de Baltische staten. Daarbij wordt o.a. vermeld de bezetting van Pools grondgebied door nazi-Duitsland en de Sovjet-Unie. Tevens worden er economische afspraken gemaakt over het leveren van grondstoffen.[1]
- 23 en 24 – De Belgische koning Leopold III (mede namens de Nederlandse koningin Wilhelmina, groothertogin Charlotte van Luxemburg en de Scandinavische vorsten), de Amerikaanse president Franklin Delano Roosevelt en paus Pius XII sturen brieven aan de Duitse en Poolse leiders waarin ze aandringen op een vreedzame oplossing van hun geschillen.
- 25 – Het Verenigd Koninkrijk en Polen sluiten een verdrag van wederzijdse bijstand.
- 25 – Adolf Hitler geeft opdracht tot een aanval op Polen op 26 augustus. Deze wordt echter ingetrokken nadat het Pools-Britse verdrag bekend wordt.
- 28 – De Nederlandse motortorpedoboot TM 51 vaart tijdens een lange proefvaart naar Nederland om inbeslagname door de Britse regering te voorkomen.
- 31 – Operatie Himmler: SS'ers in Poolse uniformen creëren een nagemaakte Poolse aanval op het radiostation in Gleiwitz. Deze verzonnen aanval wordt gebruikt als deel van de officiële aanleiding voor de aanval op Polen.
- augustus – De plaatsvervangend leider van de Kwomintang en oud-premier Wang Jing Wei richt in Nanjing een tegenregering op, die wil samenwerken met de Japanse bezetters.

- Bioscoopjournaal uit augustus 1939. De aankondiging van de voormobilisatie en aan de oproep gehoor gevende militairen op verschillende plaatsen in Nederland, waaronder Den Haag.
- Bioscoopjournaal uit augustus 1936. Beelden van de vervaardiging in de Munt in Utrecht van nieuwe bronzen centen bestemd voor gebruik in Nederlands-Indië. De heer W.J. van Heteren, 's Rijks Muntmeester, geeft vooraf een korte inleiding.

### september
- 1 – Invasie van Duitse troepen in Polen. Frankrijk en het Verenigd Koninkrijk stellen Hitler een ultimatum.
- 2 – In Stutthof buiten Danzig openen de nazi's een concentratiekamp.
- 2 – In de Citroënfabriek in Frankrijk rolt de eerste Citroën 2CV(Deux chevaux) van de band.
- 3 – Oorlogsverklaring van het Verenigd Koninkrijk en Frankrijk aan Duitsland. De Duits-Poolse oorlog wordt de Tweede Wereldoorlog. Zie ook Schemeroorlog.
- 3 – Het Britse passagiersschip de SS Athenia wordt door de U-30 onder bevel van luitenant-ter-zee Fritz-Julius Lemp tot zinken gebracht.
- 3 – In België wordt een regering van Nationale Unie gevormd, het Kabinet Pierlot.
- 5 – Een Avro Anson van het RAF No.500 Squadron voert de eerste aanval van de oorlog uit op een Duitse.

onderzeeër.
- 8 – De Nederlandse mijnenveger Hr.Ms. Willem van Ewijck loopt op een eigen mijn waardoor 30 mensen om het leven komen.
- 15 – De Sovjet-Unie en Japan sluiten een wapenstilstand in hun oorlog aangaande de grens tussen Mongolië en Mantsjoekwo.
- 16 – Een Brits konvooi, zonder escorte op weg naar de Verenigde Staten, wordt aangevallen door de U-31, waarbij een vrachtvaarder tot zinken wordt gebracht. Het is de eerste aanval op een zeekonvooi in WOII.
- 17 – De Sovjet-Unie valt Polen binnen.
- 26 – De Franse Communistische Partij wordt verboden en haar leider Maurice Thorez vlucht naar Moskou.
- 28 – Duitsland en de Sovjet-Unie sluiten na de bezetting van Polen een grens- en vriendschapsverdrag.

- Bioscoopjournaal uit september 1939. Militairen (zowel publiek als deelnemers) tijdens een watersportfestijn op de Kagerplassen te Warmond.
- De PHOHI was een radio-omroep van Philips die zich met uitzendingen via de kortegolf richtte op de Nederlandse koloniën, voornamelijk Nederlands-Indië. Dit fragment is van woensdag 20 september 1939.
- Bioscoopjournaal uit september 1939. Tentoonstelling ter gelegenheid van het 100-jarig jubileum van de Nederlandse Spoorwegen.
- Bioscoopjournaal uit september 1939. Een instructieles over het aanleggen van verband voor een klas Volendamse dames in klederdracht.

### oktober
- 2 – Tweede Pan-Amerikaanse Conferentie. Amerika en een zone tot 300 mijl uit de kust worden tot veiligheidszone uitgeroepen. Enige aanval op dit gebied zal worden beschouwd als een aanval op het gehele continent.
- 3 – Het Britse expeditieleger neemt positie in aan de Franse Kanaalkust en de Belgische grens.
- 6 – De Onafhankelijke Operationele Groep 'Polesië' onder leiding van generaal Franciszek Kleeberg capituleert, na omsingeld te zijn door Duitse troepen. Dit betekent het einde van de Poolse Veldtocht, en het begin van de Schemeroorlog.
- 9 – De eerste 22 Joodse vluchtelingen komen aan in Centraal Vluchtelingenkamp Westerbork.
- 26 – Bij het Groningse Usquert maakt een Duits Dornier Do 17 verkenningsvliegtuig met motorpech een noodlanding. De drie inzittenden worden in een cel van de marechaussee in Uithuizen opgesloten, omdat ze de Nederlandse neutraliteit zouden hebben geschonden. Het zwaar beschadigde vliegtuig wordt gedemonteerd en opgeslagen in een loods in Soesterberg, waar het na de inval van mei 1940 door de Duitse bezetters zal worden teruggevonden.
- 26 – De vrije stad Danzig, casus belli van de nieuwe oorlog, gaat op in de rijksgouw Danzig. Hans Frank wordt gouverneur-generaal van het bezette Polen.
- 29 – Het Litouwse leger neemt de stad Vilnius met een parade in bezit.

- Bioscoopjournaal uit oktober 1939. De herdenking van het Leidens Ontzet (3 oktober 1574) te Leiden.
- Bioscoopjournaal uit oktober 1939. De viering van het Alkmaars Ontzet (8 oktober 1573) te Alkmaar.
- Bioscoopjournaal uit oktober 1939. De productie van punaises in een fabriek te Haarlem.
- Bioscoopjournaal uit oktober 1939. Een optocht door het centrum van Utrecht tgv het 100-jarig jubileum van de Nederlandse Spoorwegen.

### november
- 4 – In de Verenigde Staten wordt de Neutrality Act afgezwakt: Het is nog steeds verboden goederen naar de oorlogvoerende staten (in de praktijk het Verenigd Koninkrijk en Frankrijk) te brengen, maar het is nu toegestaan ze aan deze te verkopen, zolang de betaling vooraf gebeurt en het transport door schepen van deze staten zelf gedaan wordt.
- 5 – Alle Poolse professoren van de Universiteit van Krakau worden opgepakt en naar concentratiekamp Sachsenhausen gebracht.
- 7 – Koning Leopold III en koningin Wilhelmina roepen de belligerenten op tot onderhandelen.
- 7 – Vanwege het slechte weer wordt de Duitse aanval op Nederland en België, gepland voor 12 november, uitgesteld.
- 8 – Georg Elser laat een bom ontploffen in de Burgerbraukeller in München. Doelwit is Adolf Hitler, maar deze was reeds vroeger dan verwacht vertrokken. 7 mensen komen om; Elser wordt opgepakt bij een poging de grens over te steken naar Zwitserland.
- 9 – Venlo-incident: Twee Britse agenten, majoor Stevens en kapitein Best, worden nabij Venlo ontvoerd en meegenomen naar Duitsland.
- 12 – Het Verenigd Koninkrijk en Frankrijk leggen het verzoek van de Belgische en Nederlandse vorsten naast zich neer.
- Het Nederlandse schip de Simon Bolivar loopt voor de Engelse kust op twee mijnen.
- 30 – De Sovjet-Unie valt Finland binnen. Dit is het begin van de Winteroorlog.

- Bioscoopjournaal uit november 1939. Hoogtepunten uit de voetbalwedstrijd tussen Rotterdam en het Nederlands Bondselftal om de Gouden Onafhankelijkheidsbeker in het Feyenoordstadion te Rotterdam. Uitslag wedstrijd: 6-4.
- Bioscoopjournaal uit november 1939. Wapenstilstandsdag – Kranslegging bij het oorlogsmonument op het Engelse kerkhof te Den Haag, tgv de herdenking van de wapenstilstand van de Eerste Wereldoorlog (11 november 1918).
- Bioscoopjournaal uit november 1939. Diverse zaken die op de Nederlandse stranden zijn aangespoeld. Grote stapels houten planken en palen, wrakken van reddingsboten, een aangespoelde zeemijn wordt ontmanteld door militairen.
- Bioscoopjournaal uit november 1939. Veldloop voor militairen georganiseerd door legerafdeling O&O (Ontwikkeling en Ontspanning).

### december
- 1 – Otto Kuusinen vestigt in opdracht van Stalin een 'democratische regering' van Finland in Terijoki, een Finse grensstad die door het Rode Leger is veroverd.
- 14 – De Sovjet-Unie wordt geschorst als lid van de Volkenbond wegens haar agressie tegen Finland.
- 15 – Gone with the Wind gaat in Atlanta, Georgia, in première zonder de zwarte acteurs, die wegens de segregatie niet welkom zijn.
- 17 – Het Duitse vestzakslagschip Graf Spee wordt door zijn commandant tot zinken gebracht in de baai van Montevideo.
- 27 – De Turkse stad Erzincan wordt getroffen door een aardbeving met een kracht van 7,9 op de schaal van Richter. Er vallen ruim 32.500 doden.
- 31 – Eerste Nieuwjaarsconcert van de Wiener Philharmoniker onder directie van Clemens Krauss in de Wiener Musikverein. Het concert is bedacht door Hitler en Goebbels om de gemeenschapszin te versterken, en de opbrengst gaat naar het Winterhilfswerk des Deutschen Volkes

- Bioscoopjournaal uit december 1939 over de productie van rookworsten voor het Nederlandse leger in een vleesfabriek te Den Haag.
- Radio-uitzending uit december 1939 met reportage over een kerstviering voor armen in Nederland.
- Bioscoopjournaal uit december 1939. De vervaardiging van engelenhaar.

### zonder datum
- Italië verbiedt de uitvoer van antieke kunstschatten.
- De gerestaureerde trompetten uit het graf van Toetanchamon worden succesvol bespeeld tijdens een radio-uitzending vanuit Egypte van de BBC.
- Eddy Christiani introduceert de elektrische gitaar in Nederland.
- Duitsland claimt een deel van Antarctica, genaamd Nieuw-Zwabenland.
- A. den Doolaard komt met de roman "De bruiloft der zeven zigeuners".
- Aan de Columbia-universiteit wordt onder leiding van de uitgeweken Italiaanse natuurkundige Enrico Fermi begonnen met de bouw van de eerste experimentele Kernreactor.
- Paul Hermann Müller, chemicus van het Zwitserse bedrijf Geigy, ontdekt de werking van DDT als insecticide.

## Muziek
- 7 maart – Guy Lombardo and his Royal Canadians nemen het lied Auld Lang Syne op.
- april – De première van de musical Der Schwarze Hecht van Paul Burkhard. Het lied "Oh mein papa" springt onmiddellijk naar de eerste plaats in de platenwinkels.
- 1 juli: het eerste optreden van het tango-rumbaorkest van Malando vindt plaats in Leeuwarden. Zijn wereldhit Olé Guapa heeft hij al geschreven.
- 28 juli – Opname van het lied Over the Rainbow door Judy Garland.
- Het Glenn Miller Orchestra neemt het nummer In the Mood op.
- De swingband van Charlie Barnet heeft een grote hit met Cherokee.
- Erskine Hawkins: Tuxedo junction.

### Klassieke muziek
- 9 juni – eerste uitvoering van de Symfonie nr. 7 van Arnold Bax
- 17 juni – De Symfonische variaties van Witold Lutosławski zijn voor het eerste publiekelijk te horen (april 1939 al via een radio-uitzending).
- 5 december: eerste uitvoering van Symfonie nr. 2 van Vagn Holmboe
- Benjamin Britten componeert A.M.D.G.; de uitvoering moet wachten tot 1984.

## Beeldende kunst

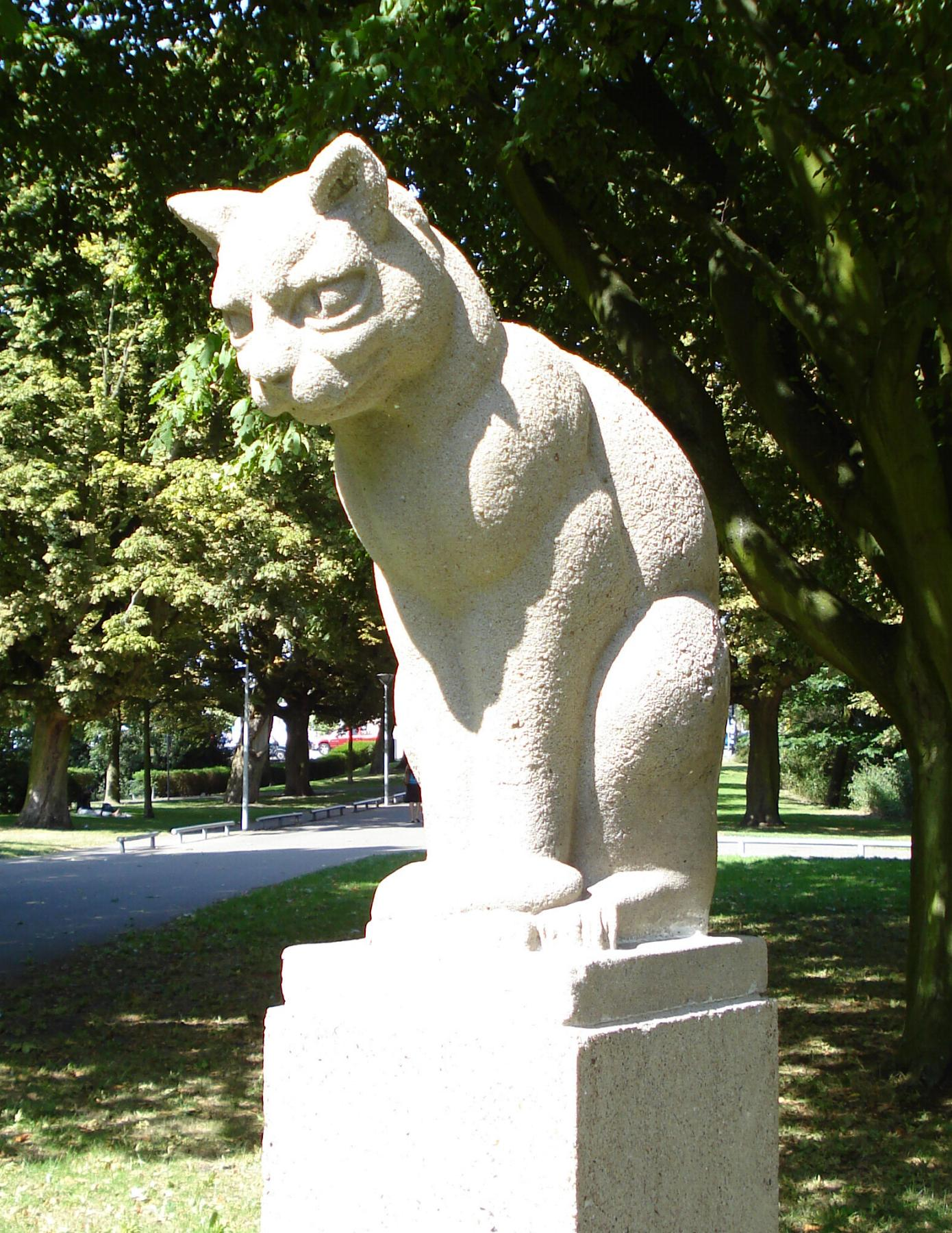
Kat (1939) Gra Rueb, Den Haag, Zuiderpark
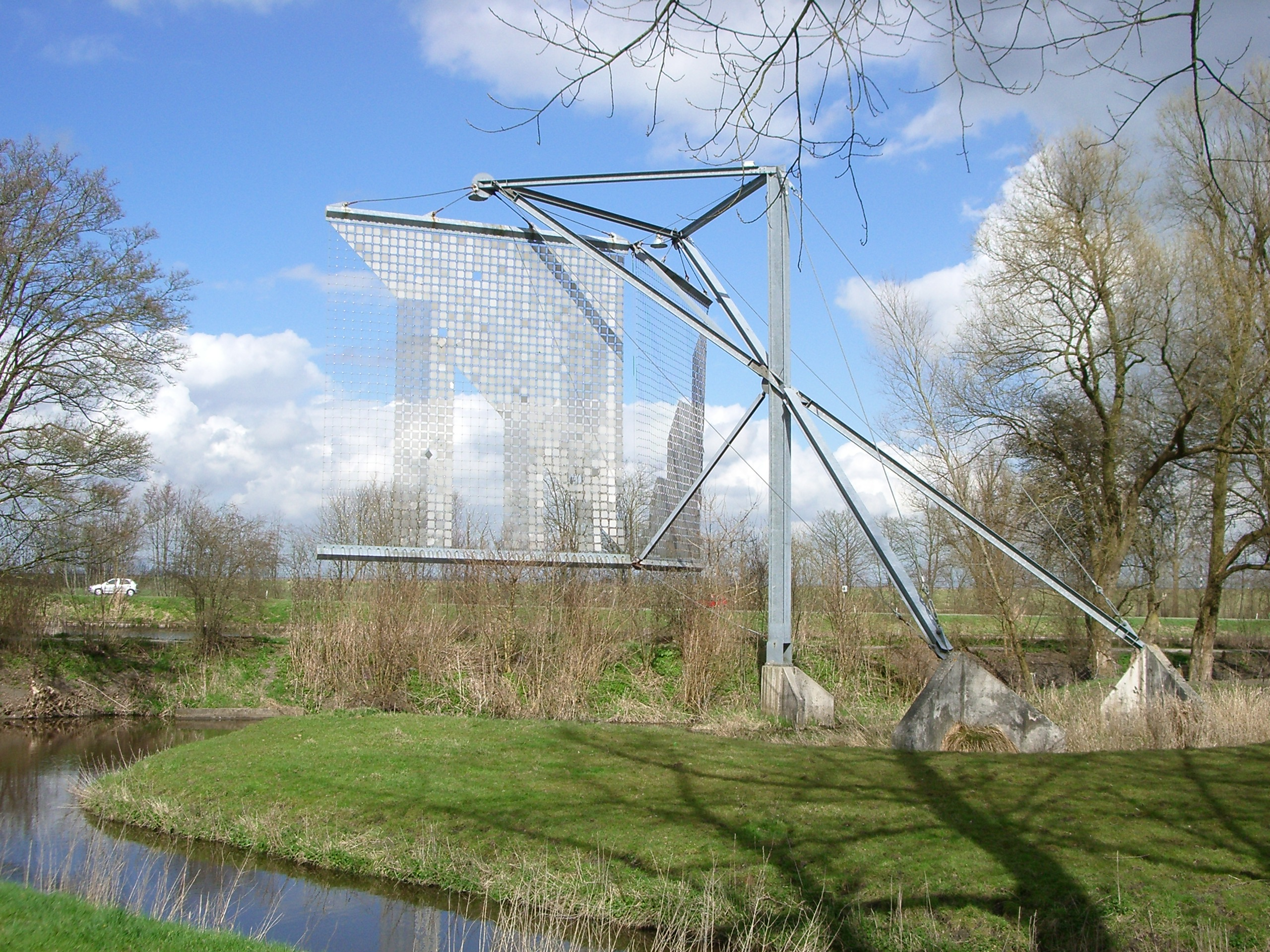
Stadsmarkering Groningen (1939) Gunnar Daan

## Bouwkunst
- Het door de Amerikaanse architect Frank Lloyd Wright ontworpen Edgar J. Kaufmann House, vooral bekend onder de naam Falling Water, komt gereed

## Geboren

### januari

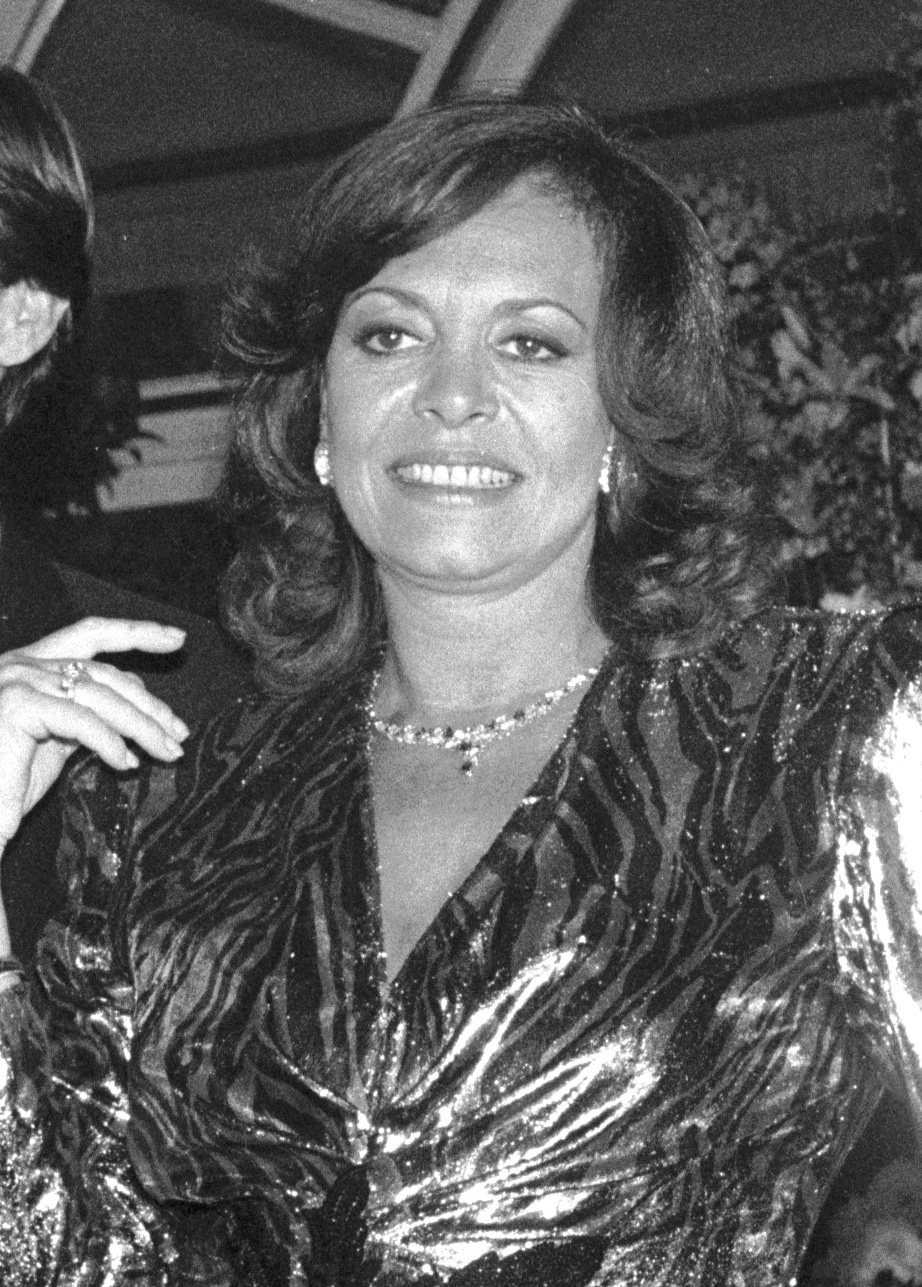
Michèle Mercier
1 januari 1939

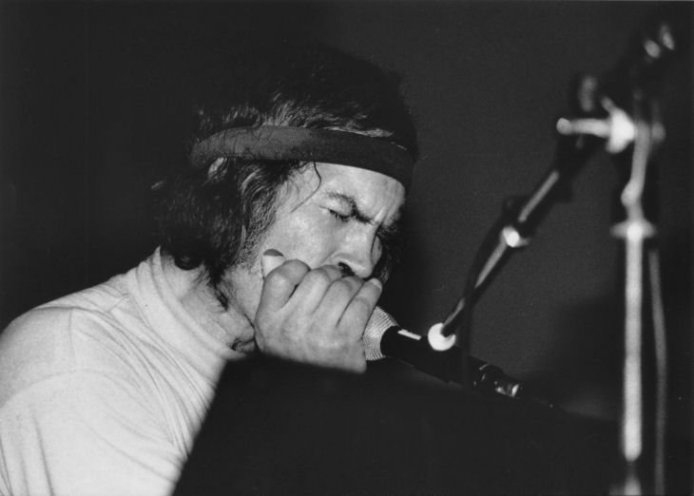
Rob Hoeke
9 januari 1939

- 1 – Michèle Mercier, Frans actrice, bekend van de "Angelique-films"
- 1 – Phil Read, Brits motorcoureur (overleden 2022)
- 2 – Nina Kuscsik, Amerikaans atlete (overleden 2025)
- 3 – Arik Einstein, Israëlisch zanger, film- en televisieacteur en tekstdichter (overleden 2013)
- 3 – Bobby Hull, Canadees ijshockeyspeler (overleden 2023)
- 4 – Jens Jørgen Hansen, Deens voetballer en voetbaltrainer (overleden 2022)
- 4 – Igor Tsjislenko, Sovjet-Russisch voetballer (overleden 1994)
- 5 – Peter Struycken, Nederlands beeldend kunstenaar
- 6 – Valerij Lobanovskyj, Oekraïens voetbaltrainer (overleden 2002)
- 6 – Miroslav Moravec, Tsjechisch acteur (overleden 2009)
- 6 – Andrzej Śliwiński, Pools bisschop (overleden 2009)
- 7 – prins Michaël van Griekenland en Denemarken, Grieks historicus en schrijver (overleden 2024)
- 7 – Roderick Nash, Amerikaans milieuhistoricus
- 7 – Brausch Niemann, Zuid-Afrikaans autocoureur
- 8 – Manfred de Graaf, Nederlands acteur (overleden 2018)
- 8 – John LaMotta, Amerikaans acteur
- 8 – Jaime Laya, Filipijns minister en gouverneur van de Filipijnse Centrale Bank
- 9 – Lev Boertsjalkin, Sovjet-Russisch voetballer en trainer (overleden 2004)
- 9 – Jimmy Boyd, Amerikaans zanger en artiest (overleden 2009)
- 9 – Rob Hoeke, Nederlands pianist (overleden 1999)
- 9 – Jack Patijn, Nederlands politicus en burgemeester (overleden 2019)
- 10 – Harrie Geelen, Nederlands dichter, schrijver en illustrator
- 10 – Frans Jacobs, Nederlands burgemeester (overleden 2024)
- 10 – Sal Mineo, Amerikaans acteur (overleden 1976)
- 11 – Tetsuya Chiba, Japans mangaka
- 11 – Wim Dik, Nederlands politicus en bestuurder (overleden 2022)
- 12 – Jacques Hamelink, Nederlands dichter, prozaschrijver en essayist (overleden 2021)
- 13 – Huub Zilverberg, Nederlands wielrenner
- 16 – Christodoulos, aartsbisschop van de Grieks-orthodoxe Kerk (overleden 2008)
- 16 – Kiki Sørum, Noors modejournaliste (overleden 2009)
- 19 – Phil Everly, Amerikaans zanger en muzikant (overleden 2014)
- 20 – Frits Frijmersum, Surinaams politicus
- 21 – Alan Glazier, Engels darter (overleden 2020)
- 22 – Alfredo Palacio, Ecuadoraans politicus (overleden 2025)
- 22 – Jacques Thönissen, Nederlands schrijver (overleden 2023)
- 23 – Eric Pianka, Amerikaans herpetoloog en evolutionair ecoloog (overleden 2022)
- 23 – Edouard Szostak, Belgisch atleet (overleden 2021)
- 24 – Renate Garisch-Culmberger, Duits atlete (overleden 2023)
- 24 – Ray Stevens, Amerikaans musicus
- 25 – Ray Dennis Steckler, Amerikaans filmregisseur (overleden 2009)
- 26 – Elvire De Prez, Vlaams actrice en presentatrice (overleden 2021)
- 28 – Viktor Sjoestikov, Sovjet-Russisch voetballer en trainer
- 29 – Germaine Greer, Australisch literatuurwetenschapper, publiciste en feministe
- 30 – Norma Tanega, Amerikaans singer-songwriter (overleden 2019)

### februari
- 1 – Dario Campeotto, Deens zanger (overleden 2023)
- 1 – Fritjof Capra, Oostenrijks-Amerikaans natuurkundige en schrijver
- 1 – Claude François, Frans componist, muzikant, zanger en uitgever (overleden 1978)
- 1 – Ekaterina Maximova, Russisch ballerina (overleden 2009)
- 1 – Joe Sample, Amerikaans pianist (overleden 2014)
- 2 – Adolf Prokop, Duits voetbalscheidsrechter (overleden 2002)
- 3 – Johnny Bristol, Amerikaans zanger en producer (overleden 2004)
- 3 – Jacqueline de Jong, Nederlands beeldend kunstenaar (overleden 2024)
- 4 – Siegfried Gilds, Surinaams vakbondsbestuurder en politicus (overleden 2020)
- 5 – Gaston Van Camp, Vlaams schrijver (overleden 2022)
- 6 – Mike Farrell, Amerikaans acteur
- 6 – Aleksej Kornejev, Sovjet-Russisch voetballer (overleden 2004)
- 8 – José María Sison, Filipijns schrijver en activist (overleden 2022)
- 9 – Miel Otto, Nederlands bedrijfskundige (overleden 2023)
- 10 – Emilio Álvarez, Uruguayaans voetballer (overleden 2010)
- 10 – Jan Wauters, Belgisch sportjournalist (overleden 2010)
- 12 – Ray Manzarek, Amerikaans toetsenist van The Doors (overleden 2013)
- 13 – Gérard Diffloth, Frans taalkundige (overleden 2023)
- 14 – Willy Naessens, Belgisch ondernemer (overleden 2025)
- 15 – Ole Ellefsæter, Noors langlaufer en atleet (overleden 2022)
- 16 – Volker Spengler, Duits acteur (overleden 2020)
- 18 – Beb Mulder, Nederlands beeldend kunstenaar (overleden 2020)
- 19 – Frank Houben, Nederlands politicus (overleden 2023)
- 19 – Atta Mungra, Surinaams politicus en zakenman (overleden 2002)
- 22 – Alain Jacquet, Frans kunstenaar (overleden 2008)
- 27 – Henk Snepvangers, Nederlands atleet (overleden 2021)
- 27 – Kenzo Takada, Japans modeontwerper (overleden 2020)
- 28 – Daniel Chee Tsui, Chinees-Amerikaans natuurkundige en Nobelprijswinnaar

### maart

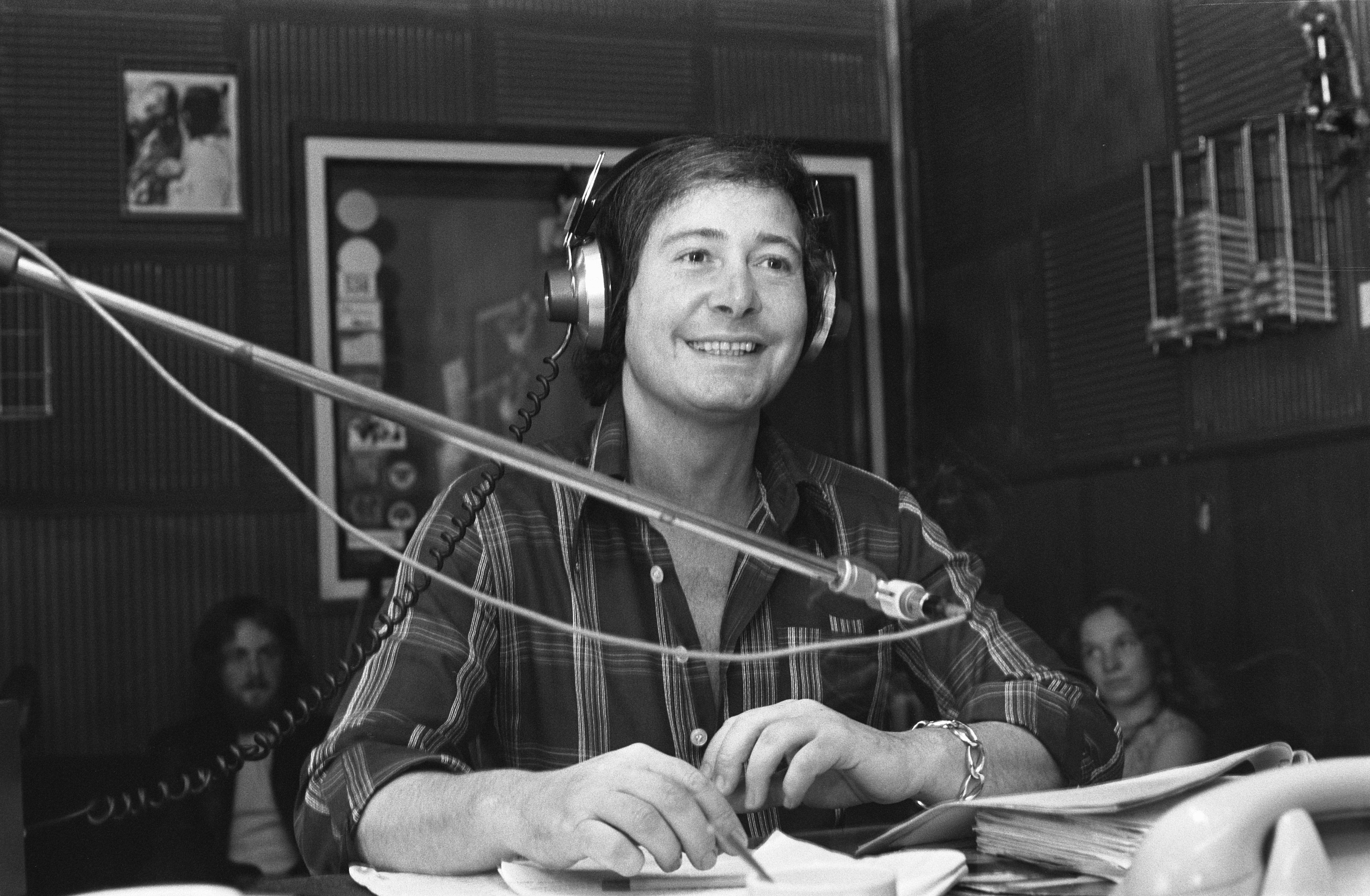
Rob Out
4 maart 1939

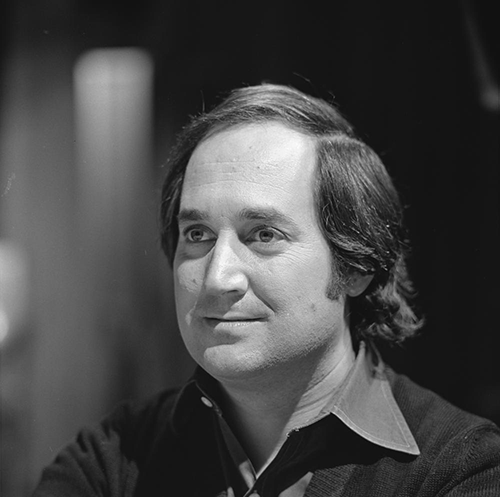
Neil Sedaka
13 maart 1939

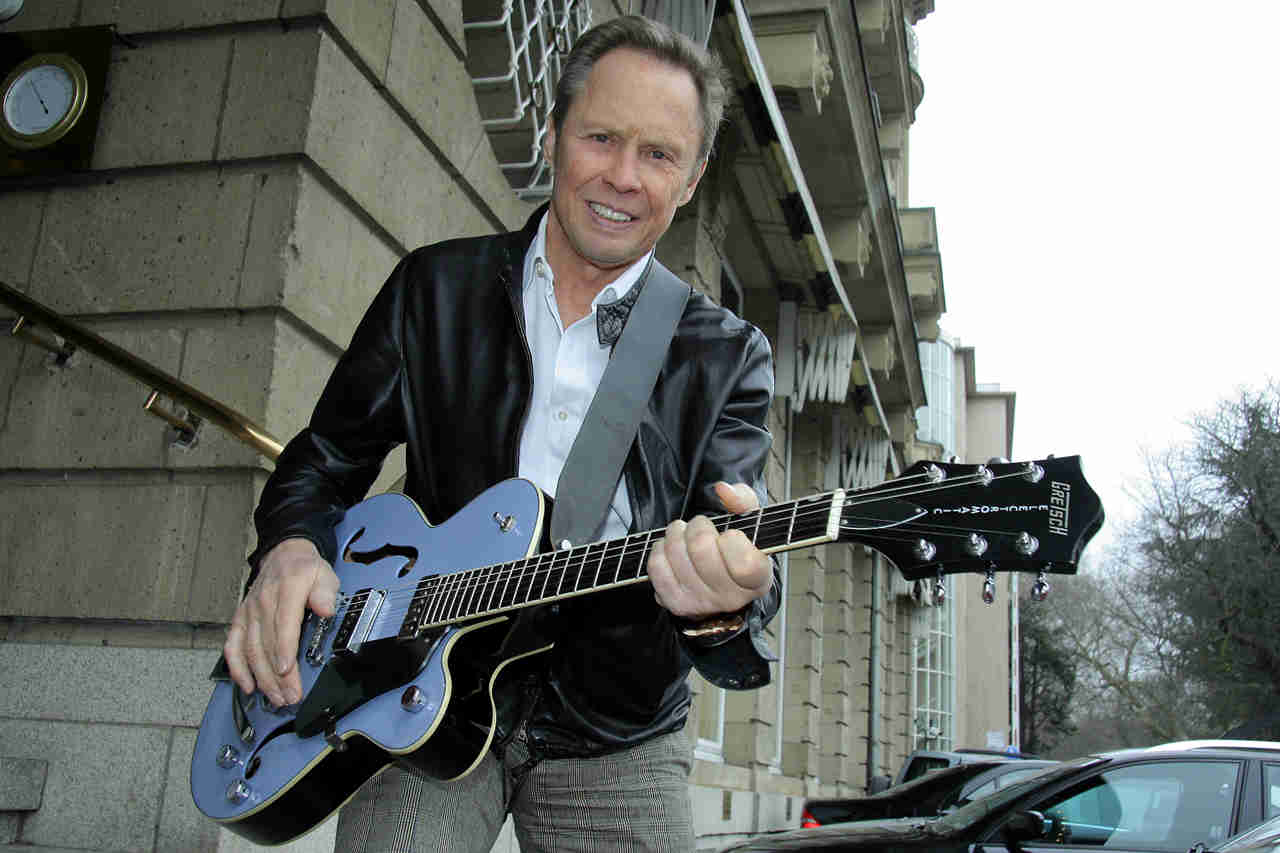
Peter Kraus
18 maart 1939

- 3 – Martin Koomen, Nederlands documentalist, journalist en schrijver
- 3 – Hans Verhagen, Nederlands dichter, kunstschilder en filmmaker (overleden 2020)
- 4 – Rob Out, Nederlands omroepdirecteur, radio-dj en zanger (overleden 2003)
- 5 – Judy Grinham, Brits zwemster
- 7 – Paul Ibou (Paul Vermeersch), Belgisch beeldend kunstenaar (overleden 2023)
- 7 – Panajot Pano, Albanees voetballer (overleden 2010)
- 8 – Gerald Schreck, Amerikaans zeiler (overleden 2022)
- 8 – Hans van Sweeden, Nederlands componist, acteur, dichter en danser (overleden 1963)
- 9 – Eef Brouwers, Nederlands journalist en directeur-generaal van de RVD (overleden 2018)
- 9 – Alexis Ponnet, Belgisch voetbalscheidsrechter
- 10 – Irina Press, Sovjet-Russisch atlete (overleden 2004)
- 10 – Theo Stroeken, Nederlands politicus (overleden 2019)
- 11 –  Flaco Jiménez, Amerikaans accordeonist (overleden 2025)
- 11 – Orlando Quevedo, Filipijns kardinaal en aartsbisschop
- 12 – John Paul sr., Amerikaans autocoureur en crimineel
- 13 – Neil Sedaka, Amerikaans zanger en liedjesschrijver
- 14 – Eric Albada Jelgersma, Nederlands ondernemer (overleden 2018)
- 14 – Raymond J. Barry, Amerikaans acteur
- 14 – Bertrand Blier, Frans filmregisseur en scenarioschrijver (overleden 2025)
- 14 – Yves Boisset, Frans film- en televisieregisseur
- 16 – Carlos Bilardo, Argentijns voetballer en voetbalcoach
- 16 – Diana Dobbelman, Nederlands actrice
- 17 – Corrado Farina, Italiaans filmregisseur, scenarioschrijver en auteur (overleden in 2016)
- 18 – Ron Atkinson, Engels voetballer en voetbaltrainer
- 18 – Peter Kraus, Duits toneelspeler en zanger
- 19 – Hermann Becht, Duits operazanger (overleden 2009)
- 20 – Don Edwards, Amerikaans countryzanger (overleden 2022)
- 20 – Brian Mulroney, Canadees politicus (overleden 2024)
- 21 – André Haakmat, Surinaams politicus en advocaat (overleden 2024)
- 23 – Jochen Neerpasch, Duits autocoureur en manager
- 23 – Rob van Schaik, Nederlands politicus
- 24 – Heinz Versteeg, Nederlands voetballer (overleden 2009)
- 29 – Terence Hill, Italiaans-Amerikaans acteur
- 29 – Henry Kent Mitchell, Amerikaans roeier
- 30 – Donald Adamson, Brits historicus, biograaf en schrijver (overleden 2024)
- 31 – Zviad Gamsachoerdia, Georgisch schrijver, president en wetenschapper (overleden 1993)
- 31 – Volker Schlöndorff, Duits filmregisseur
- 31 – Karl-Heinz Schnellinger, Duits voetballer (overleden 2024)

### april

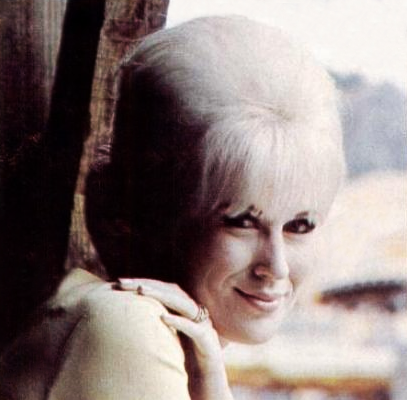
Dusty Springfield
16 april 1939

- 1 – Ali MacGraw, Amerikaans actrice
- 2 – Marvin Gaye, Amerikaans soulzanger (overleden 1984)
- 3 – Lino Brocka, Filipijns filmregisseur (overleden 1991)
- 5 – Ronnie White, Amerikaans soulzanger en liedschrijver van The Miracles (overleden 1995)
- 5 – David Winters, Amerikaans acteur en regisseur (overleden 2019)
- 6 – Cor Veldhoen, Nederlands voetballer (overleden 2005)
- 7 – Francis Ford Coppola, Amerikaans filmregisseur, filmproducer, scenarioschrijver en wijnboer
- 7 – David Frost, Brits journalist (overleden 2013)
- 7 – Faber Heeresma, Nederlands schrijver en kunstschilder (overleden 1969)
- 7 – Satur Ocampo, Filipijns activist, politicus en journalist
- 10 – Claudio Magris, Italiaans schrijver
- 11 – Joe Burke, Iers accordeonist (overleden 2021)
- 11 – Freddie Gorman, Amerikaans songwriter, producer en zanger (overleden 2006)
- 11 – Luther Johnson, Amerikaans bluesmuzikant (overleden 2022)
- 11 – Eric Nordholt, Nederlands politiefunctionaris; hoofdcommissaris van Amsterdam
- 12 – Alan Ayckbourn, Brits blijspelauteur
- 12 – Philippe Moureaux, Belgisch politicus en burgemeester (overleden 2018)
- 12 – Jan Peers, Belgisch arts en hoogleraar (overleden 2021)
- 12 – Ronald Takaki, Amerikaans historicus, etnograaf en schrijver (overleden 2009)
- 13 – Wijnie Jabaaij, Nederlands politica (overleden 1995)
- 13 – Paul Sorvino, Amerikaans acteur (overleden 2022)
- 15 – Paul Roekaerts, Belgisch atleet
- 16 – Margreeth de Boer, Nederlands politica (PvdA) en Commissaris van de Koningin in Drenthe
- 16 – Reinier Lucassen, Nederlands kunstschilder (overleden 2025)
- 16 – Dusty Springfield, Brits zangeres (overleden 1999)
- 16 – Laurent Verbiest, Belgisch voetballer (overleden 1966)
- 17 – Ireneus I, Grieks-orthodox patriarch van Jeruzalem (overleden 2023)
- 19 – Jan Martens, Nederlands beeldend kunstenaar
- 19 – Basil van Rooyen, Zuid-Afrikaans autocoureur (overleden 2023)
- 19 – Eckart Wintzen, Nederlands ondernemer en managementgoeroe (overleden 2008)
- 20 – Gro Harlem Brundtland, Noors politica en arts
- 20 - Dinah Veeris, Curaçaos kruidengeneeskundige (overleden 2024)
- 20 – Pierre Zenden, Nederlands judoka en sportverslaggever
- 21 – Wim Chamuleau, Nederlands onderwijsdeskundige
- 21 – Nannie Kuiper, Nederlands kinderboekenschrijfster (overleden 2025)
- 22 – Simon Napier-Bell, Engels impresario, muziekproducent, liedjesschrijver en journalist
- 22 – Hans Vervoort, Nederlands schrijver
- 22 – Theodor Waigel, Duits politicus
- 23 – Jorge Fons, Mexicaans filmregisseur (overleden 2022)
- 23 – Stanisław Wielgus, Pools aartsbisschop van Warschau (overleden 2007)
- 24 – Christian Breuer, Duits voetballer (overleden 2017)
- 24 – Herwig Van Hove, Vlaams presentator en voedselkenner
- 25 – Tarcisio Burgnich, Italiaans voetballer (overleden 2021)
- 26 – Al Capps, Amerikaans muziekproducent, arrangeur, songwriter, vocalist en multi-instrumentalist (overleden 2018)
- 27 – Wilhelmus de Bekker, Nederlands r.k. geestelijke; bisschop van Paramaribo 2003-2014
- 27 – Norberto Raffo, Argentijns voetballer (overleden 2008)
- 27 – João Bernardo Vieira, president van Guinee-Bissau (overleden 2009)
- 28 – Jimmy Frey, Vlaams zanger
- 29 – Corrie Schimmel, Nederlands zwemster
- 30 – Martin Lodewijk, Nederlands striptekenaar
- 30 – Pieter van Vollenhoven, Nederlands echtgenoot van prinses Margriet
- 30 – Ellen Taaffe Zwilich, Amerikaans componist

### mei

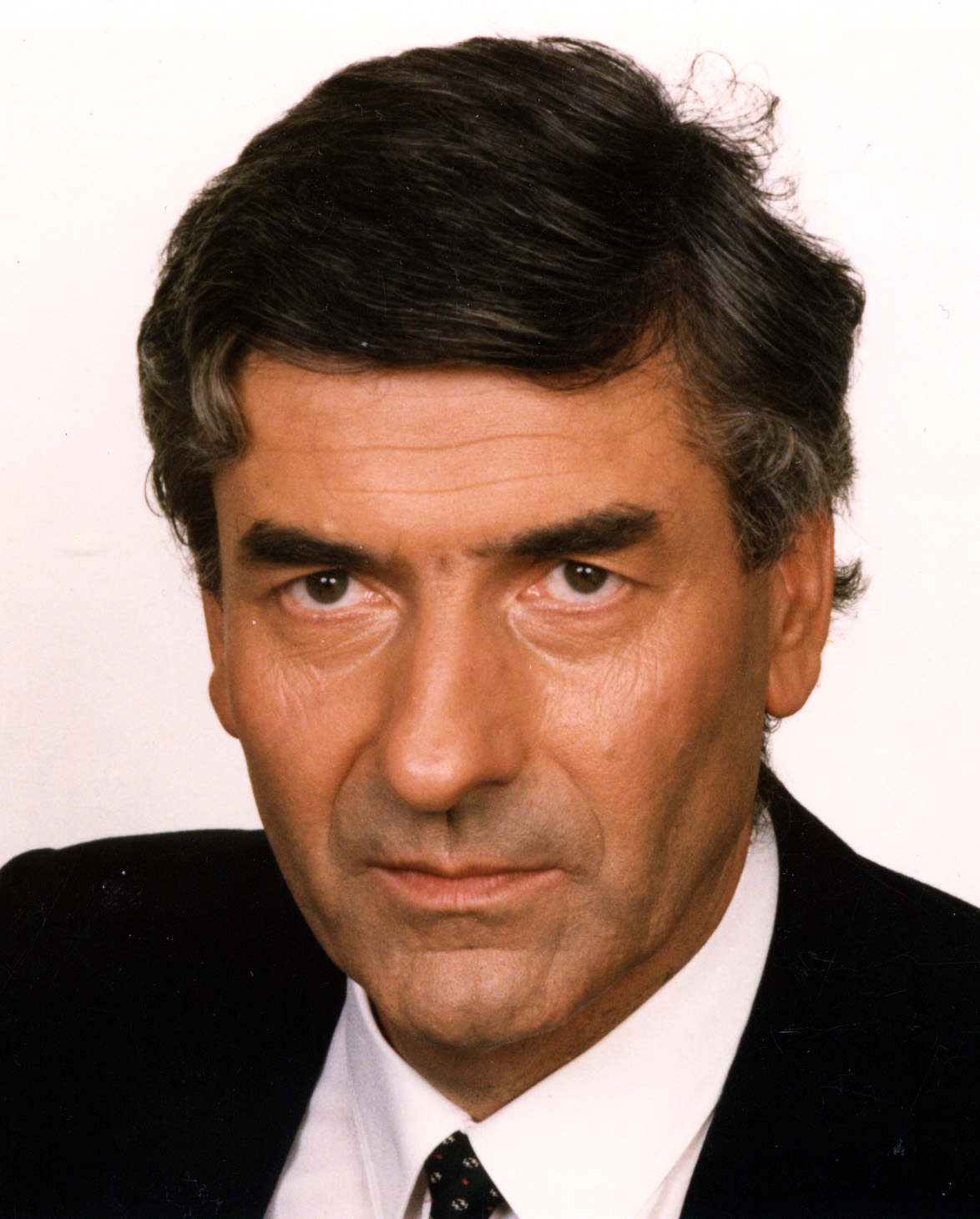
Ruud Lubbers
7 mei 1939

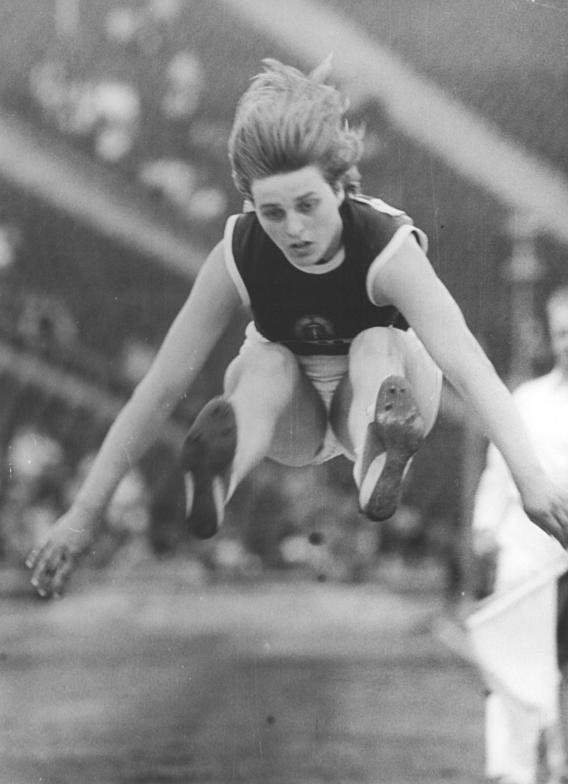
Hildrun Claus
13 mei 1939

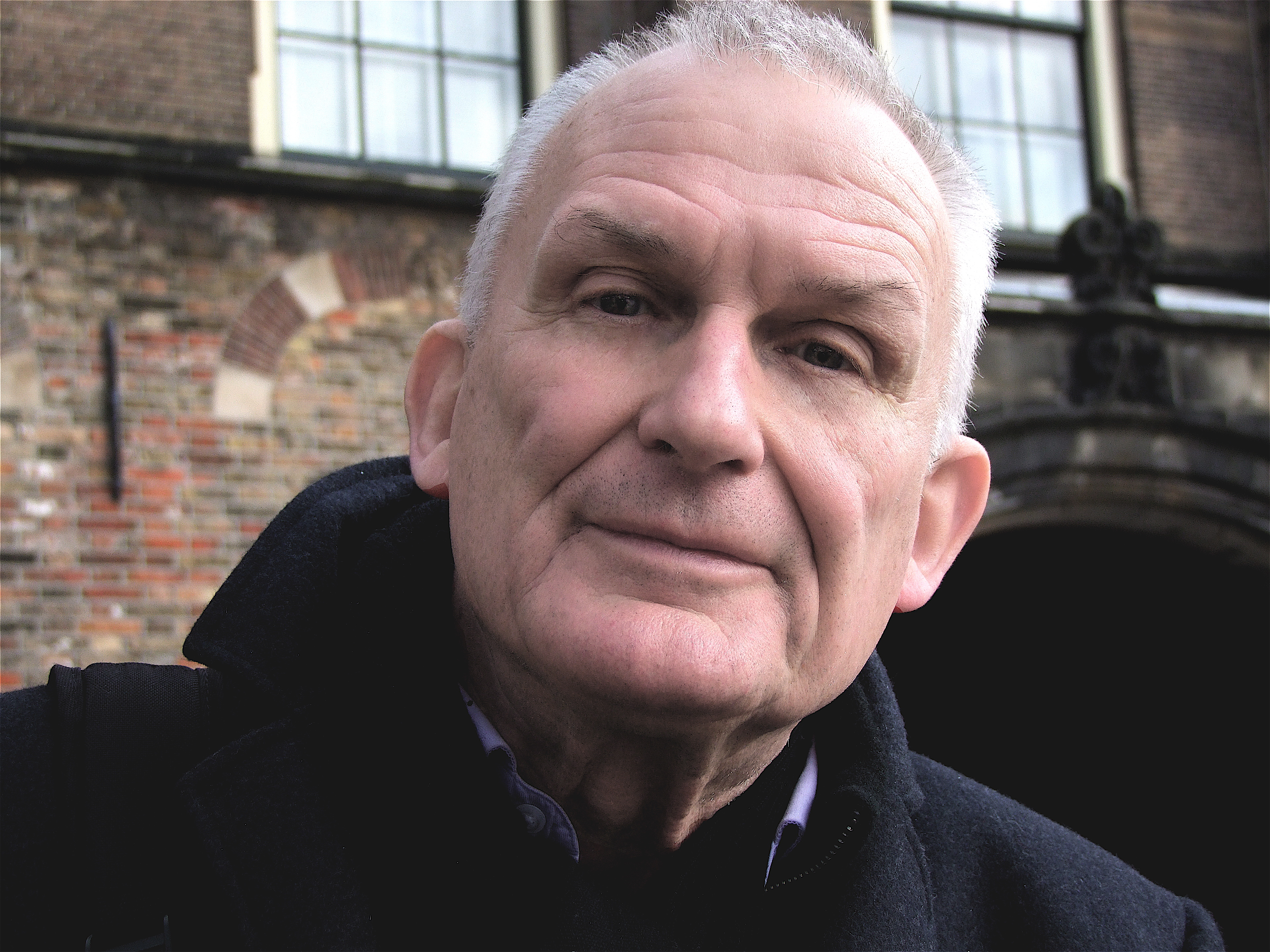
Wim de Bie
17 mei 1939

- 4 – Amos Oz, Israëlisch schrijver (overleden 2018)
- 5 – Jack Monkau, Nederlands acteur
- 6 – Isla Eckinger, Zwitsers jazzmuzikant (overleden 2021)
- 6 – Russ Gibson, Amerikaans honkballer (overleden 2008)
- 7 – José Antonio Abreu, Venezolaans econoom, politicus en klassiek musicus (overleden 2018)
- 7 – Sidney Altman, Canadees moleculair bioloog en Nobelprijswinnaar (overleden 2022)
- 7 – Ruud Lubbers, Nederlands politicus (CDA), premier (1982-1994) en vluchtelingencommissaris van de VN (overleden 2018)
- 7 – Aad Wagenaar, Nederlands journalist (overleden 2021)
- 8 – Paul Drayton, Amerikaans atleet (overleden 2010)
- 8 – János Göröcs, Hongaars voetballer en voetbalcoach (overleden 2020)
- 9 – Ralph Boston, Amerikaans atleet (overleden 2023)
- 9 – Frans Hartman, Nederlands ondernemer en voetbalbestuurder (overleden 2015)
- 13 – Hildrun Claus, Oost-Duits atlete
- 13 – Harvey Keitel, Amerikaans acteur
- 15 – Gilberto Rincón Gallardo, Mexicaans politicus (overleden 2008)
- 15 – Pem Sluijter, Nederlands dichteres (overleden 2007)
- 16 – Jean-Pierre Barra, Belgisch atleet
- 17 – Wim de Bie, Nederlands televisiemaker en schrijver (overleden 2023)
- 17 – Kea Homan, Nederlands schilder en graficus (overleden 2024)
- 18 – Peter Grünberg, Duits natuurkundige en Nobelprijswinnaar (overleden 2018)
- 18 – Ria van Velsen, Nederlands turnster
- 19 – Sonny Fortune, Amerikaans jazzmusicus (overleden 2018)
- 19 – James Fox, Engels acteur
- 19 – Jānis Lūsis, Sovjet-Russisch/Lets speerwerper (overleden 2020)
- 19 – Richard Scobee, Amerikaans astronaut (overleden 1986)
- 20 – Agapito Aquino, Filipijns topman en politicus (overleden 2015)
- 21 – Heinz Holliger, Zwitsers musicus
- 21 – Raúl Madero, Argentijns voetballer (overleden 2021)
- 21 - Peter Phillips, Engels graficus en kunstschilder (overleden 2025)
- 21 - Jan Vermaat, Nederlands kunstenaar (overleden 2022)
- 21 - André Verroken, Belgisch meubelontwerper (overleden 2020)
- 23 – J.M.A. Biesheuvel, Nederlands schrijver (overleden 2020)
- 23 – Terry Schueremans, Belgisch atlete
- 24 – Jolico Cuadra, Filipijns dichter en kunstcriticus (overleden 2013)
- 24 – Gert Schutte, Nederlands ambtenaar en politicus (overleden 2022)
- 25 – Ferdinand Bracke, Belgisch wielrenner
- 25 – Dixie Carter, Amerikaanse actrice (overleden 2010)
- 25 – Ian McKellen, Brits acteur
- 26 – Merab Kostava, Georgisch dissident, musicus en dichter (overleden 1989)
- 27 – Don Williams, Amerikaans countryzanger (overleden 2017)
- 28 – Maeve Binchy, Iers schrijfster (overleden 2012)
- 28 – Vida Jerman, Kroatisch actrice (overleden 2011)
- 28 – Tom Thabane, Lesothaans politicus
- 29 – Al Unser sr., Amerikaans autocoureur (overleden 2021)
- 30 – Michael J. Pollard, Amerikaans acteur (overleden 2019)
- 30 – Dieter Quester, Oostenrijks autocoureur
- 31 – Antonino Roman, Filipijns politicus (overleden 2014)
- 31 – Terry Waite, Britse gezant van de Anglicaanse Kerk en één der slachtoffers van de Libanese gijzelaarskwestie

### juni
- 5 – Margaret Drabble, Brits schrijfster
- 5 – Jeannine Leduc (Gutschoven, Belgisch politica (overleden 2023)
- 5 – Phongsi Woranut, Thais zangeres (overleden 2025)
- 6 – Louis Andriessen, Nederlands componist (overleden 2021)
- 6 – Michiel Scheltema, Nederlands rechtsgeleerde en politicus
- 7 – Eri Klas, Estisch dirigent (overleden 2016)
- 9 – David Hobbs, Amerikaans autocoureur
- 9 – Freddy Kruisland, Surinaams (mensenrechten)jurist (overleden 2012)
- 9 – Charles Webb, Amerikaans schrijver (overleden 2020)
- 11 – Olga Scheltema-de Nie, Nederlands politica (D66) (overleden 2023)
- 13 – Siegfried Fischbacher, Duits-Amerikaans illusionist (duo Siegfried & Roy) (overleden 2021)
- 14 – Peter Mayle, Brits schrijver (overleden 2018)
- 16 – Victor Halberstadt, Nederlands econoom en politicus (overleden 2024)
- 17 – Rob van Houten, Nederlands acteur, mimespeler en beeldend kunstenaar
- 18 - Arie Berkulin, Nederlands beeldhouwer
- 20 – Dušan Drašković, Joegoslavisch voetballer en voetbalcoach
- 20 – Jan Nagel, Nederlands politicus
- 22 – Leonie van Bladel, Nederlands journaliste, presentatrice en politica
- 22 – Horst Kuhnert, Duits schilder en beeldhouwer
- 22 – Sándor Popovics, Hongaars-Nederlands voetballer en voetbaltrainer (overleden 2019)
- 24 – Paul L. Smith, Amerikaans acteur (overleden 2012)
- 27 – Carola Gijsbers van Wijk, Nederlands actrice
- 28 – Kalinka (Gilberte Verschaeren), Vlaams zangeres en presentatrice
- 29 – Sante Gaiardoni, Italiaans wielrenner (overleden 2023)
- 29 – Jaap Ramaker, Nederlands ambassadeur
- 30 – Harry Källström, Zweeds rallyrijder (overleden 2009)

### juli

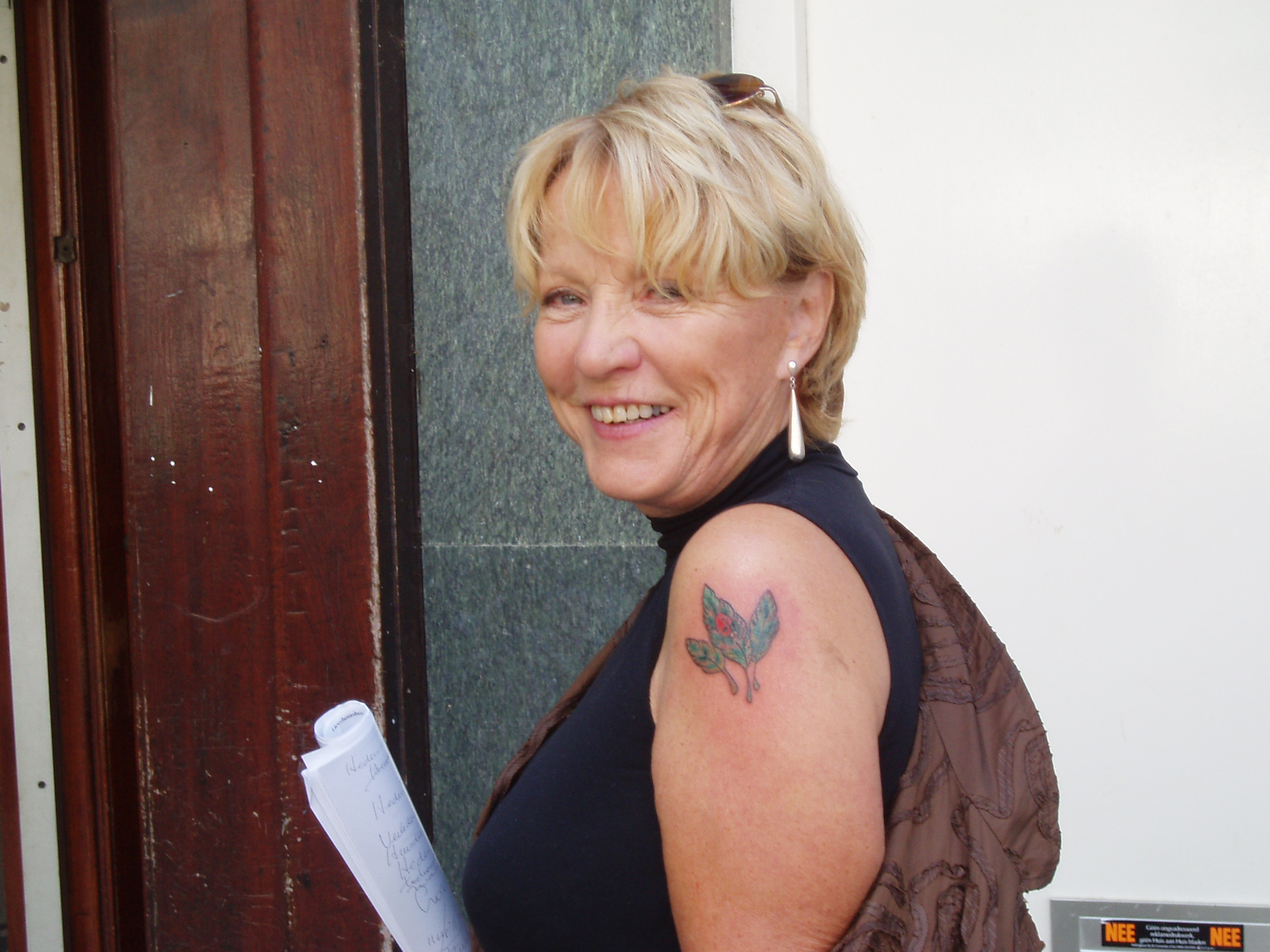
Ria Bremer
4 juli 1939

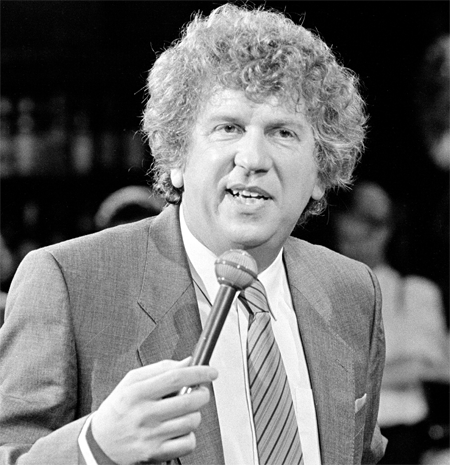
Seth Gaaikema
11 juli 1939

- 1 – Karen Black, Amerikaans actrice (overleden 2013)
- 1 – Hans Emmering, Nederlands journalist, presentator en programmamaker (overleden 2008)
- 2 – Gerry Langley, Noord-Iers zanger en songwriter
- 2 – Leapy Lee, Brits zanger
- 2 – Paul Williams, Amerikaans baritonzanger van The Temptations (overleden 1973)
- 3 – K.K. Usha, Indiaas rechter (overleden 2020)
- 3 – Willy Vanden Berghen, Belgisch wielrenner (overleden 2022)
- 3 – Jan van Munster, Nederlands kunstenaar (overleden 2024)
- 4 – Ria Bremer, Nederlands presentatrice
- 4 – Marcel Chehin, Surinaams fiscaal jurist en politicus
- 5 – Tommy Snuff Garrett, Amerikaans muziekproducent (overleden in 2015)
- 6 – Mary Peters, Brits atlete
- 6 – Gretchen Rau, Amerikaans decor-ontwerpster en Oscar-winnares (overleden 2006)
- 7 – Jérôme Reehuis, Nederlands acteur en dichter (overleden 2013)
- 9 – Paul-Henry Gendebien, Belgisch (Waals) politicus (overleden 2024)
- 9 – Aad Klaris, Nederlands muzikant, zanger, liedjesschrijver en muziekproducent (overleden 2025)
- 9 – Simone Kramer, Nederlands kinder- en jeugdboekenschrijfster (overleden 2023)
- 9 – Domingo Siazon jr., Filipijns diplomaat en minister (overleden 2016)
- 9 – Piet Vroon, Nederlands psycholoog, hoogleraar en auteur (overleden 1998)
- 11 – Seth Gaaikema, Nederlands cabaretier en tekstschrijver (overleden 2014)
- 13 – Mary Michon, Nederlands actrice, schrijfster en programmamaakster (overleden 2011)
- 14 – Karel Gott, Tsjechisch schlagerzanger (overleden 2019)
- 15 – Chris Barnard, Zuid-Afrikaans schrijver (overleden 2015)
- 15 – Clive West, Australisch-Nederlands hoogleraar (overleden 2004)
- 15 – Dick Westendorp, Nederlands bestuurder; directeur Consumentenbond 1982-1999 (overleden 2022)
- 17 – Spencer Davis, Welsh zanger van The Spencer Davis Group (overleden 2020)
- 17 – Ali Khamenei, Iraans grootayatolla en hoogste leider
- 17 – Milva (Maria Ilva Biolcati), Italiaans zangeres en actrice (overleden 2021)
- 17 – Valeri Voronin, Sovjet-Russisch voetballer (overleden 1984)
- 17 – Stephanie zu Windisch-Graetz, Belgisch kunstenares (overleden 2019)
- 18 – Brian Auger, Brits keyboardspeler
- 18 – Edoeard Moedrik, Sovjet-Russisch voetballer (overleden 2017)
- 20 – Hanneke Groenteman, Nederlands presentatrice en journaliste
- 20 – Judy Chicago, Amerikaans beeldend kunstenaar en feministe
- 21 – Helmut Haller, Duits voetballer (overleden 2012)
- 21 – John Negroponte, Amerikaans diplomaat
- 22 – Monica Van Kerrebroeck, Belgisch religieuze en politica (CD&V) (overleden 2023)
- 24 – Walt Bellamy, Amerikaans basketballer (overleden 2013)
- 25 – Jan Eriksson, Zweeds jazzpianist (overleden 2009)
- 25 – Sytze van der Zee, Nederlands journalist en schrijver (overleden 2024)
- 26 – Bob Baker, Brits scenarioschrijver (overleden 2021)
- 28 – Abdel Fattah Ismail, Zuid-Jemenitisch politicus (overleden 1986)
- 28 – Arnie Breeveld, Surinaams acteur
- 29 – Gian Piero Reverberi, Italiaans componist, dirigent en pianist
- 30 – Peter Bogdanovich, Amerikaans filmregisseur, schrijver en acteur (overleden 2022)
- 31 – Susan Flannery, Amerikaans actrice (o.a. Dallas)

### augustus

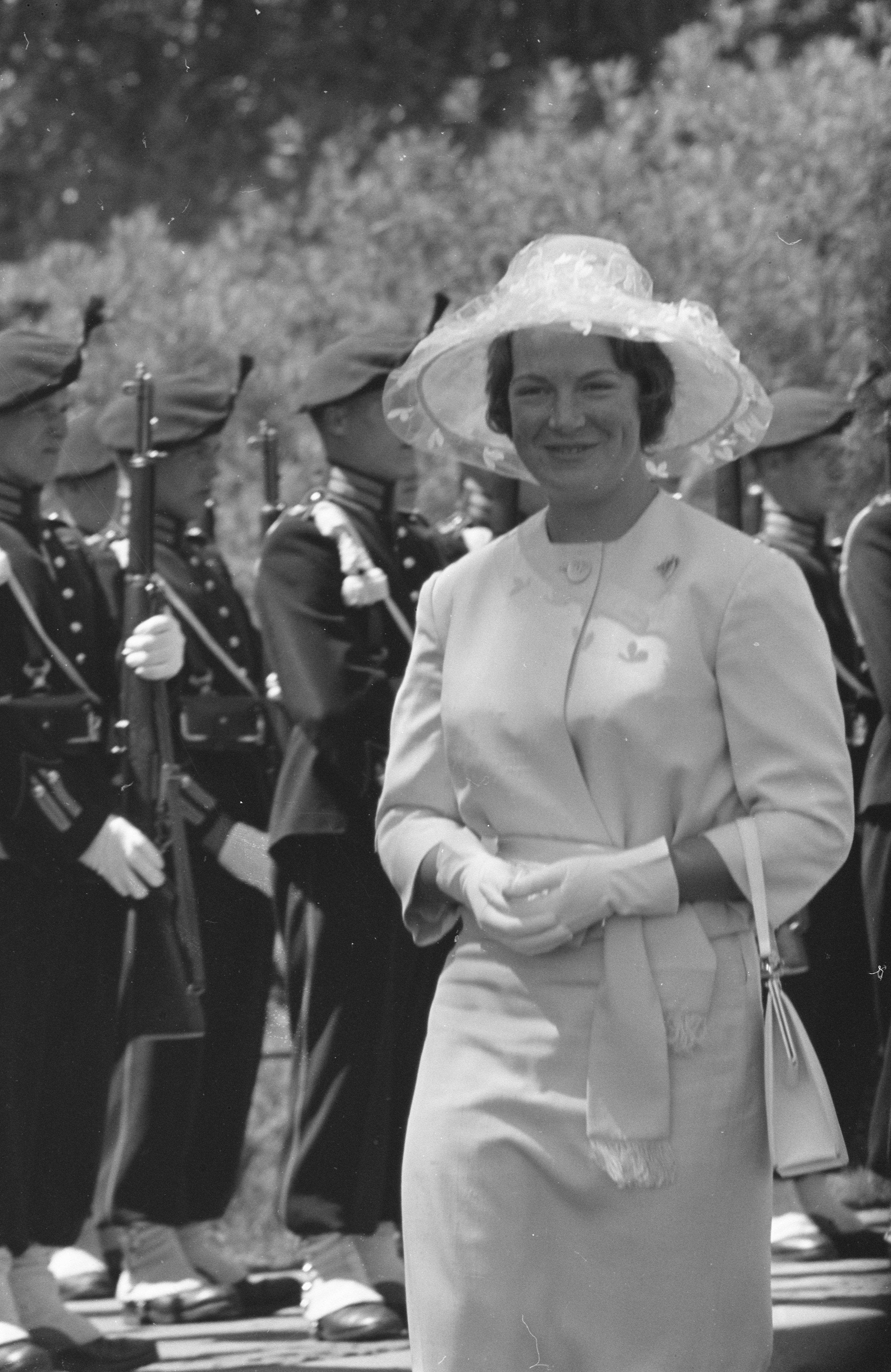
Irene van Lippe-Biesterfeld
5 augustus 1939

- 2 – Wes Craven, Amerikaans filmregisseur (overleden 2015)
- 2 – Robert Lee Dickey, Amerikaans R&B-zanger (overleden 2011)
- 5 – Bob Clark, Amerikaans filmregisseur, filmproducent en scenarioschrijver (overleden 2007)
- 5 - Barton Jahncke, Amerikaans zeiler (overleden 2024)
- 5 – Irene van Lippe-Biesterfeld, Nederlands prinses
- 5 – Jan de Winter, Nederlands beeldend kunstenaar (overleden 2022)
- 6 – Alice Oppenheim, Nederlands tv-omroepster en journaliste
- 7 – Marjan Tomšič, Sloveens (toneel)schrijver en journalist (overleden 2023)
- 8 – David Ray Griffin, Amerikaans schrijver, filosoof en theoloog (overleden 2022)
- 8 – Viorica Viscopoleanu, Roemeens atlete
- 9 – Odd Børre, Noors zanger (overleden 2023)
- 9 – Billy Henderson, Amerikaans zanger van The Spinners (overleden 2007)
- 9 – Max Neuhaus, Amerikaans geluidskunstenaar (overleden 2009)
- 9 – Romano Prodi, Italiaans politicus
- 11 – Truus van Gijzen, Nederlands politica
- 12 – Gon Buurman, Nederlands fotografe (overleden 2023)
- 12 – Frank Diamand, Nederlands dichter en filmmaker
- 12 – George Hamilton, Amerikaans acteur
- 13 – Howard Tate, Amerikaans soulzanger (overleden 2011)
- 14 – Sixto Brillantes jr., Filipijns advocaat en bestuurder (overleden 2020)
- 14 – Lisette Lewin, Nederlands schrijfster en journaliste (overleden 2024)
- 15 – Herman van Keeken, Nederlands zanger ("Pappie loop toch niet zo snel") (overleden 1995)
- 15 – Onno Ruding, Nederlands politicus en bankier
- 15 – Norma Waterson, Brits folkmuzikante (overleden 2022)
- 16 – Wim Meijer, Nederlands politicus (PvdA)
- 16 – Valeri Rjoemin, Russisch ruimtevaarder (overleden 2022)
- 18 – Molly Bee, Amerikaans countryzangeres (overleden 2009)
- 18 – Johnny Preston, Amerikaans zanger (overleden 2011)
- 19 – Ginger Baker, Brits drummer en songwriter (overleden 2019)
- 19 – Viktor Oegrjoemov, Russisch ruiter
- 20 – Ari Olivier, Nederlands oplichter (overleden 2022)
- 20 – Fernando Poe jr., Filipijns acteur en presidentskandidaat (overleden 2004)
- 22 – Hans van Drumpt, Nederlands schilder (overleden 2015)
- 22 – Valerie Harper, Amerikaans actrice (overleden 2019)
- 22 – Carl Yastrzemski, Amerikaans honkballer
- 23 – Hans Devroe, Belgisch schrijver (overleden 2022)
- 25 – John Bardon, Brits acteur (overleden 2014)
- 25 – Helena Bussers, Belgische kunsthistorica en conservator
- 26 – Hans Sleeuwenhoek, Nederlands tv-journalist en presentator (overleden 2017)
- 26 – Robert Waseige, Belgisch voetballer en voetbalcoach (overleden 2019)
- 27 – Peter Williams, Brits motorcoureur (overleden 2020)
- 28 – Charles De Backere, Belgisch atleet
- 29 – Joel Schumacher, Amerikaans filmregisseur, scenarioschrijver en producent (overleden 2020)
- 29 – Jan Theelen, Nederlands muzikant, arrangeur en producent (overleden 2022)
- 30 – John Peel, Engels diskjockey (overleden 2004)
- 30 – Hilde Uitterlinden, Vlaams actrice
- 31 – Jerry Allison, Amerikaans drummer en songwriter (overleden 2022)
- 31 – Cleveland Eaton, Amerikaans jazzmusicus en -componist (overleden 2020)

### september

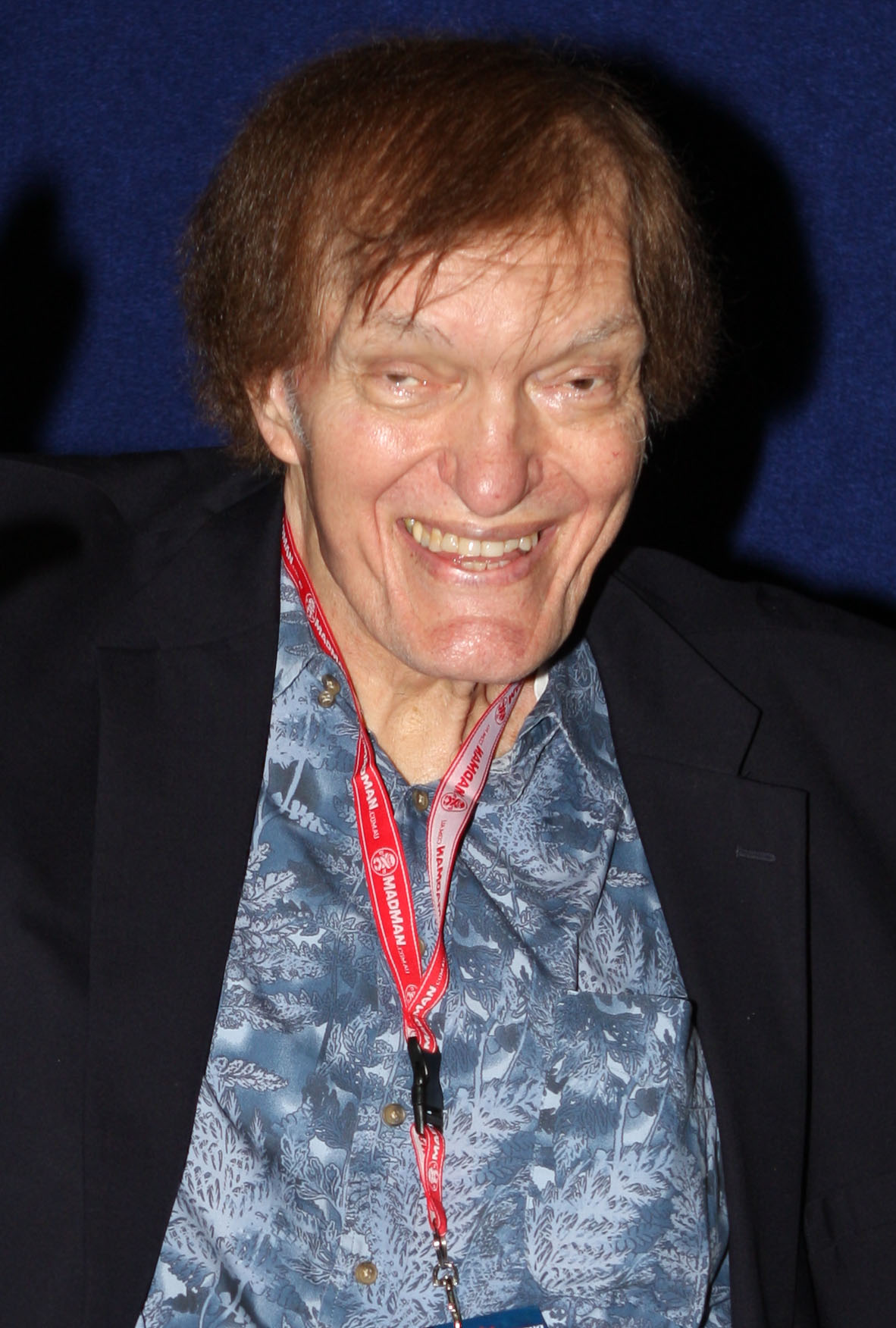
Richard Kiel
13 september 1939

- 1 – Jesus Dosado, Filipijns R.K. geestelijke en (aarts)bisschop (overleden 2020)
- 1 – Frans Halsema, Nederlands cabaretier en zanger (overleden 1984)
- 1 – Lily Tomlin, Amerikaans actrice en scenarioschrijfster
- 2 – Lianne Abeln, Nederlands zangeres
- 5 – George Lazenby, Australisch acteur (James Bond)
- 5 – Clay Regazzoni, Zwitsers autocoureur (overleden 2006)
- 8 - Anton Rous, Sloveens politicus en jurist (overleden 2024)
- 9 – Reuven Rivlin, Israëlisch politicus; president van Israël 2014-2021
- 10 – Eddy Pinas, Surinaams schrijver
- 10 – Piet Romeijn, Nederlands voetballer
- 13 – Richard Kiel, Amerikaans acteur (overleden 2014)
- 14 – Frank IJsselmuiden, Nederlands burgemeester (overleden 2015)
- 14 – Piet Stoffelen, Nederlands politicus (overleden 2011)
- 16 – Breyten Breytenbach, Zuid-Afrikaans/Frans schrijver, dichter en schilder (overleden 2024)
- 16 – Franz Xaver Streitwieser, Duits trompettist, muziekdocent, verzamelaar en filantroop
- 18 – Peter Reddaway, Brits-Amerikaans politicoloog en historicus (overleden 2024)
- 18 - Jorge Sampaio, Portugees politicus; president 1996-2006 (overleden 2021)
- 20 – Walter Soethoudt, Vlaams schrijver en uitgever
- 21 – Jan Dirk van Ketwich Verschuur, Nederlands politicus (overleden 1988)
- 23 – Erik Petersen, Deens roeier
- 25 – Natascha Emanuels, Nederlands cabaretière (overleden 2018)
- 25 – Artoer Tsjilingarov, Russisch poolonderzoeker en politicus
- 26 – Mia Gommers, Nederlands atlete
- 27 – Kathy Whitworth, Amerikaans golfster (overleden 2022)
- 28 – Kurt Luedtke, Amerikaans journalist en scenarioschrijver (overleden 2020)
- 30 – Jean-Marie Lehn, Frans scheikundige en Nobelprijswinnaar

### oktober

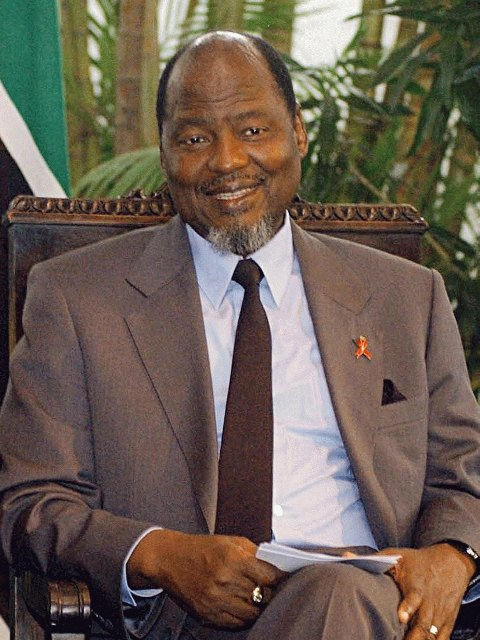
Joaquim Chissano
2 oktober 1939

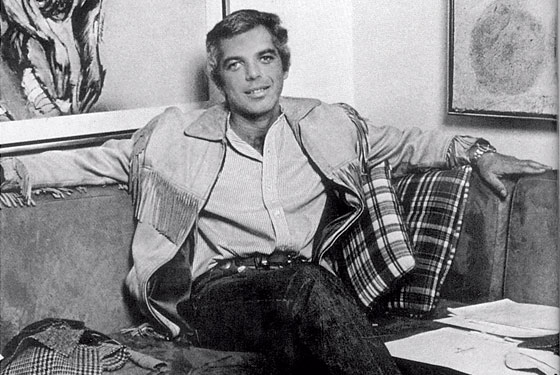
Ralph Lauren
14 oktober 1939

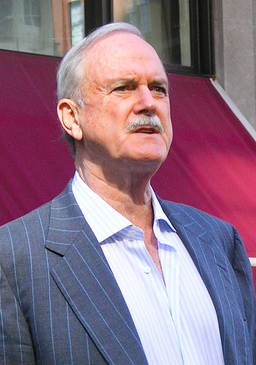
John Cleese
27 oktober 1939

- 1 – Terry Agerkop, Surinaams taekwondoka en etnomusicoloog (overleden 2024)
- 2 – Joaquim Chissano, president van Mozambique
- 2 – Joeri Glazkov, Russisch kosmonaut (overleden 2008)
- 2 – Göran Sonnevi, Zweeds dichter
- 3 – Edmund Griffith, Surinaams voetballer (overleden 2024)
- 3 – Joseph James, Amerikaans worstelaar (overleden 2020)
- 3 – Velibor Vasović, Joegoslavisch voetballer (overleden 2002)
- 3 - Freddy de Vree, Belgisch dichter, essayist en programmamaker (overleden 2004)
- 5 – Henk Evers, Nederlands atleet
- 5 – Marie Laforêt, Frans actrice, zangeres en schrijfster (overleden 2019)
- 5 – Jan van Ossenbruggen, Nederlands muziekpedagoog en dirigent
- 7 – Harold Kroto, Brits scheikundige
- 7 – Bep Thomas, Nederlands voetbalscheidsrechter
- 8 – Boris Doebrovsky, Sovjet-Russisch roeier (overleden 2023)
- 8 – Ida Galli, Italiaans actrice
- 8 – Paul Hogan, Australisch komiek en acteur
- 8 – Elvīra Ozoliņa, Sovjet-Russisch atlete
- 9 – Chris Baljé, Nederlands griffier Eerste Kamer (overleden 2019)
- 9 -  Pierre Mertens, Belgisch schrijver en advocaat (overleden 2025)
- 11 – Louis Bril, Belgisch politicus
- 11 – Maria Bueno, Braziliaans tennisster (overleden 2018)
- 11 – Zenon Grocholewski, Pools kardinaal en Curielid (overleden 2020)
- 13 – Melinda Dillon, Amerikaans actrice (overleden 2023)
- 14 – Ralph Lauren, Amerikaans modeontwerper
- 14 – Vic De Donder, Vlaams journalist en schrijver (overleden 2015)
- 14 – Willem de Ridder, Nederlands kunstenaar, radioprogramma- en tijdschriftenmaker (overleden 2022)
- 15 – Servílio de Jesus Filho, Braziliaans voetballer (overleden 2005)
- 15 – Telesphore Placidus Toppo, Indiaas kardinaal (overleden 2023)
- 16 – Amancio Amaro, Spaans voetballer (overleden 2023)
- 16 – Ger Blok, Nederlands voetbaltrainer (overleden 2016)
- 16 – Joe Dolan, Iers zanger (overleden 2007)
- 16 – Nico Haak, Nederlands zanger (overleden 1990)
- 16 – Henk van der Horst, Nederlands programmamaker en acteur
- 16 – Baruch Kimmerling, Israëlisch socioloog, politicoloog en historicus (overleden 2007)
- 17 – Tupãzinho, Braziliaans voetballer (overleden 1986)
- 17 - Paul-Bernd Spahn, Duits hoogleraar (overleden 2025)
- 18 – Flavio Cotti, Zwitsers politicus (overleden 2020)
- 18 – Lee Harvey Oswald, Amerikaans (vermeend) moordenaar van John F. Kennedy (overleden 1963)
- 18 – Paddy Reilly, Iers zanger en gitarist
- 18 – Salifou Sylla, Guinees percussionist (overleden 2011)
- 21 – James Dunn, Brits theoloog (overleden 2020)
- 22 – George Cohen, Engels voetballer (overleden 2022)
- 22 – Suzy McKee Charnas, Amerikaans sciencefiction- en fantasyschrijfster (overleden 2023)
- 22 – Tony Roberts, Amerikaans acteur (overleden 2025)
- 24 – F. Murray Abraham, Amerikaans acteur
- 25 – Robert Cogoi, Belgisch zanger (overleden 2022)
- 26 – William Thompson, Noord-Iers politicus (overleden 2010)
- 27 – John Cleese, Brits acteur en komiek, lid van Monty Python
- 30 – Grace Slick, Amerikaans zangeres

### november

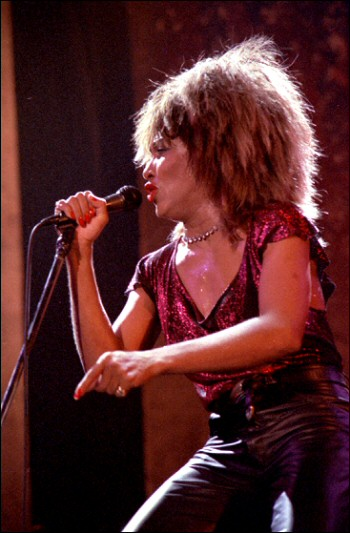
Tina Turner
26 november 1939

- 1 – Barbara Bosson, Amerikaans actrice (overleden 2023)
- 4 – Michael Meacher, Brits politicus (overleden 2015)
- 5 – Cécile Mourer-Chauviré, Frans paleontologe en geologe
- 6 – Maurice Bourgue, Frans hoboïst, kamermusicus, componist en dirigent (overleden 2023)
- 7 – Dudu, Braziliaans voetballer
- 7 – Carolus Holzschuh, Oostenrijks entomoloog
- 7 – Barbara Liskov, Amerikaans informatica
- 7 – Daan Manneke, Nederlands componist en organist
- 8 – Henning Christophersen, Deens politicus (overleden 2016)
- 8 – Laila Kinnunen, Fins zangeres (overleden 2000)
- 10 – Eugènie Herlaar, Curaçaos-Nederlands nieuwslezeres (overleden 2024)
- 12 – Lucia Popp, Slowaaks operazangeres (overleden 1993)
- 13 – Karel Brückner, Tsjechisch voetbaltrainer
- 14 – Wendy Carlos, Amerikaans componiste en toetseniste
- 14 – Albert del Rosario, Filipijns minister en diplomaat (overleden 2023)
- 15 – Marja Habraken, Nederlands actrice (overleden 1989)
- 15 – Yaphet Kotto, Amerikaans acteur (overleden 2021)
- 17 – Chris Craft, Brits autocoureur (overleden 2021)
- 17 – Yuya Uchida, Japans rockzanger en acteur (overleden 2019)
- 18 – Margaret Atwood, Canadees schrijfster
- 18 – Amanda Lear, Frans zangeres, schilderes en actrice
- 20 – Lou Landré, Nederlands acteur
- 22 – Allen Garfield, Amerikaans acteur (overleden 2020)
- 22 – Pierre Kalala Mukendi, voetballer uit Congo-Kinshasa (overleden 2015)
- 23 – Helen Shepherd, Nederlands zangeres (overleden 2018)
- 23 – Barry Spikings, Brits filmproducent
- 24 – George Schöpflin, Hongaars academicus en politicus (overleden 2021)
- 24 – Hein Boele, Nederlands acteur en stemacteur (overleden 2025)
- 26 – Petra Laseur, Nederlands actrice (overleden 2025)
- 26 – Mark Margolis, Amerikaans acteur (overleden 2023)
- 26 – Tina Turner (Anne Mae Bullock), Amerikaans zangeres (overleden 2023)
- 27 – Dudley Storey, Nieuw-Zeelands roeier (overleden 2017)
- 29 – Sandro Salvadore, Italiaans voetballer (overleden 2007)
- 29 – Concha Velasco, Spaans actrice (overleden 2023)
- 29 – Joel Whitburn, Amerikaans schrijver en musicoloog (overleden 2022)

### december
- 2 – Harry Reid, Amerikaans Democratisch politicus (overleden 2021)
- 3 – Isjtvan Seketsj, Sovjet-Hongaars-Oekraïens voetballer en trainer (overleden 2019)
- 5 – Ricardo Bofill, Spaans architect (overleden 2022)
- 6 – Larry Bell, Amerikaans schilder en beeldhouwer
- 6 – Klaus Balkenhol, Duits ruiter
- 6 – Tomás Svoboda, Tsjechisch-Amerikaans dirigent, componist en muziekpedagoog (overleden 2022)
- 7 – Gerrit Borghuis, Nederlands voetballer (overleden 2022)
- 7 – Giorgio Gaja, Italiaans hoogleraar en rechter
- 7 – Abdul Sheriff, Tanzaniaans geschiedkundige en museumdirecteur
- 8 – Jerry Butler, Amerikaans soulzanger en songwriter (overleden 2025)
- 8 – Zvezdan Čebinac, Servisch-Zwitsers voetballer (overleden 2012)
- 8 – James Galway, Iers klassiek fluitist
- 8 – Jan van Houwelingen, Nederlands politicus (overleden 2013)
- 10 – Gian-Reto Plattner, Zwitsers politicus (overleden 2009)
- 13 – Robert Hosp, Zwitsers voetballerr (overleden 2021)
- 15 – Cindy Birdsong, Amerikaans zangeres van The Supremes
- 16 – Marte Röling, Nederlands kunstenares
- 17 – Eddie Kendricks, Amerikaans singer-songwriter (overleden 1992)
- 20 – Kathryn Joosten, Amerikaans actrice (overleden 2012)
- 20 – Cyrille Tahay, Belgisch politicus (overleden 2021)
- 21 – Carlos do Carmo, Portugees zanger (overleden 2021)
- 21 – Wes Farrell, Amerikaans songwriter en muziekuitgever (overleden 1996)
- 21 – Victor Van Schil, Belgisch wielrenner (overleden 2009)
- 22 – Valentin Afonin, Russisch voetballer en voetbaltrainer (overleden 2021)
- 25 – Royce D. Applegate, Amerikaans acteur en scenarioschrijver (overleden 2003)
- 25 – David van Ooijen, Nederlands rooms-katholiek geestelijke en politicus (overleden 2006)
- 26 – Phil Spector, Amerikaans muziekproducent (overleden 2021)
- 27 – John Amos, Amerikaans acteur en Americanfootballspeler (overleden 2024)
- 30 – Maria Alexandru, Roemeens tafeltennisspeelster (overleden 2024)
- 30 - Odile Bailleux, Frans organiste en klaveciniste (overleden 2024)
- 30 - Rien van Wijk, Nederlands regisseur en producer (overleden 2024)
- 31 – Willye White, Amerikaans atlete (overleden 2007)

### datum onbekend
- Cees Bakker, Nederlands burgemeester (overleden 2025)
- Hetty Balkenende, Nederlands (synchroon)zwemster
- Ivaldo Bertazzo, Braziliaans danser en choreograaf
- Gerard Geurds, Nederlands voetbalscheidsrechter (overleden 2024)
- Anna Korvinus, Nederlands Nationaal Rapporteur Mensenhandel
- Han van der Meer, Nederlands producent, journalist en presentator
- Ana María Navales, Spaans schrijfster (overleden 2009)
- René van Nie, Nederlands cineast (overleden 2017)
- Lenie de Nijs, Nederlands zwemster (overleden 2023)
- Redza Piyadasa, Maleisisch kunstenaar en kunstcriticus (overleden 2007)
- Ljiljana Petrović, Servisch zangeres (overleden 2020)
- Joost Váhl, Nederlands stedenbouwkundige (overleden 2024)
- Johnny Wakelin, Brits zanger
- Hubert Weber, Oostenrijks jurist; 1995-2011 lid Europese Rekenkamer

## Overleden
januari
- 8 – Charles Eastman (80), Sioux auteur
- 9 – Nienke van Hichtum (78), Nederlands kinderboekenschrijfster
- 10 – Robert Farnan (61), Amerikaans roeier
- 14 – Waldemar van Denemarken (80), jongste zoon van de Deense koning Christiaan IX
- 16 – Steven Jan Matthijs van Geuns (74), Nederlands jurist
- 23 – Matthias Sindelar (35), Oostenrijks voetballer
- 28 – William Butler Yeats (73), Iers schrijver

februari

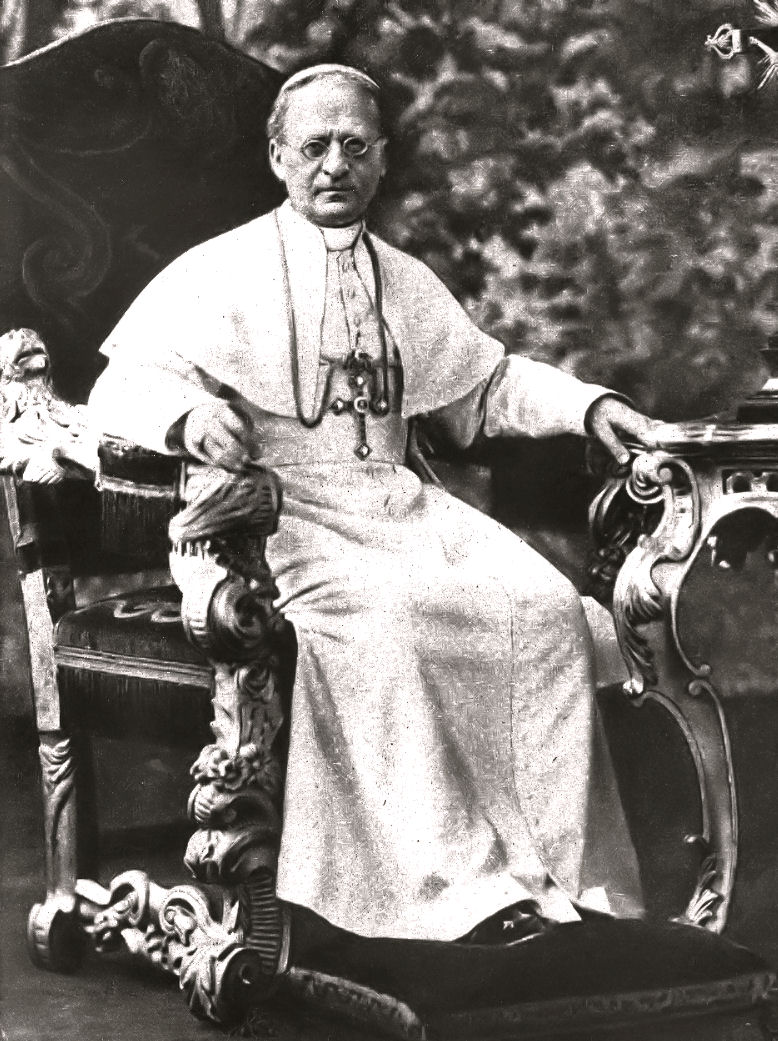
Paus Pius XI
10 februari 1939

- 9 – Augusta de Wit (74), Nederlands schrijfster
- 10 – Paus Pius XI (81), paus van 1922 tot 1939
- 11 – Franz Schmidt (64), Oostenrijks componist, cellist en pianist
- 12 – Potenciano Gregorio (58), Filipijns musicus en componist
- 13 – Søren Sørensen (71), Deens scheikundige, introduceerde het begrip pH
- 20 – Luther Standing Bear (70), Lakota indianenleider, schrijver, onderwijzer, filosoof en acteur
- 27 – Nadezjda Kroepskaja (70), Russisch marxistisch revolutionair, vrouw van Lenin

maart
- 2 – Howard Carter (64), Engels archeoloog
- 4 – Willie Nolan (41), Iers golfer
- 13 – Pelagia Mendoza (71), Filipijns beeldhouwster
- 15 – Johannes Dirk Bloemen (74), Nederlands zwemmer
- 18 – Albert Gillis von Baumhauer (45), Nederlands luchtvaartpionier

april
- 4 – Ghazi (27), koning van Irak

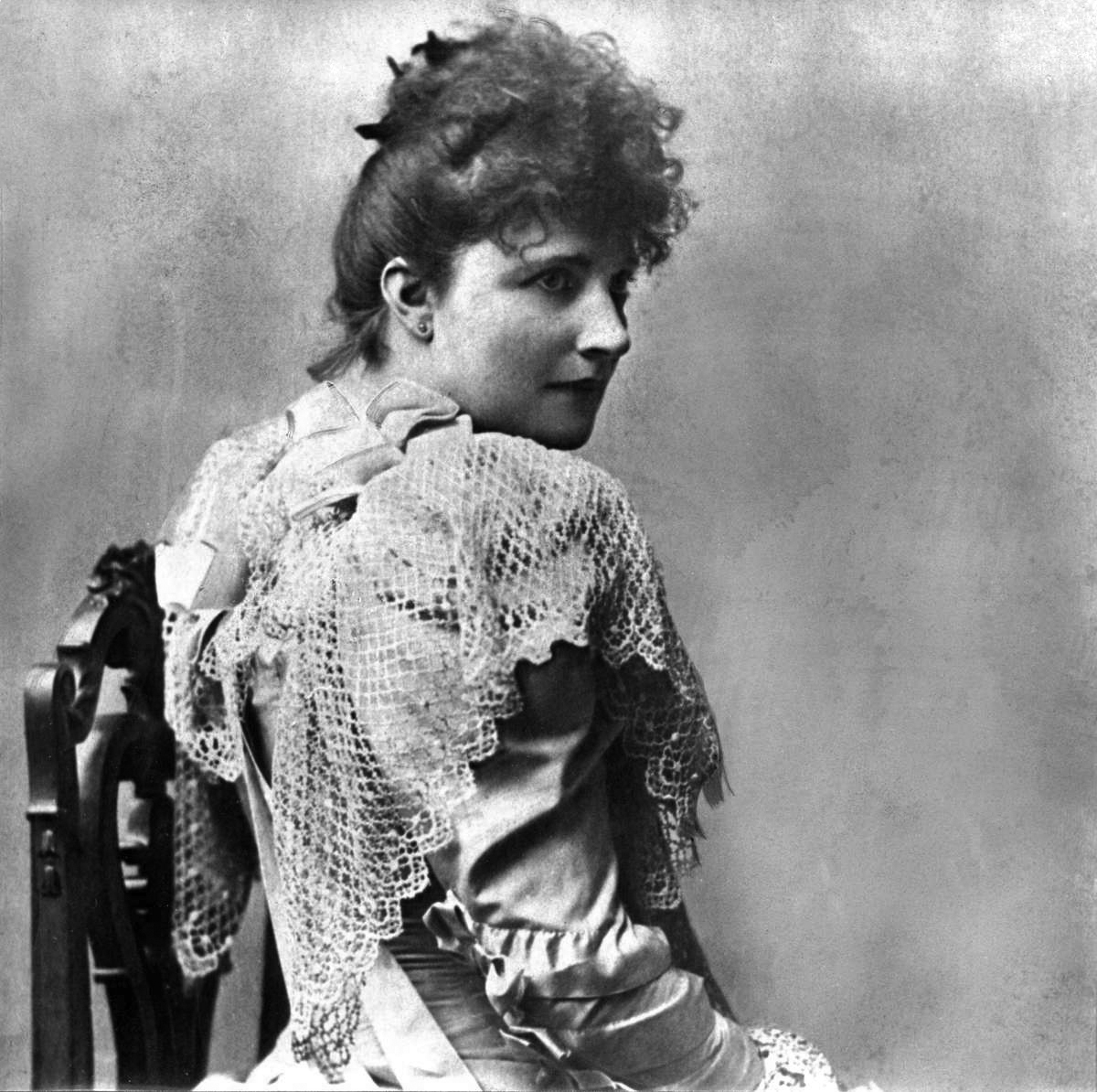
Theo Mann-Bouwmeester
18 april 1939

- 5 – Clémentine Delait (74), Frans caféhoudster met baard
- 18 – Theo Mann-Bouwmeester (88), Nederlands actrice
- 19 – Jan de Vries (43), Nederlands atleet
- 25 – John Foulds (58), Brits componist
- 26 – Conrad Carel Käyser (62), Nederlands militair en ontdekkingsreiziger

mei
- 10 - James Parrott (41), Amerikaans acteur en filmregisseur
- 22 – Willem de Mérode (52), Gronings schrijver en dichter, pseudoniem van Willem Eduard Keuning
- 22 – Ernst Toller (47), Duits schrijver
- 24 – Rafael Palma (64), Filipijns minister en senator
- 27 – Joseph Roth (44), Oostenrijks-Hongaars schrijver en journalist
- 29 – Ursula Ledóchowska (74), Pools religieuze, ordestichtster en heilige

juni
- 5 – Frank van der Goes (80), Nederlands marxist en theoreticus
- 9 – Owen Moore (52), Amerikaans acteur
- 14 – George Arnold Escher (96), Nederlands waterbouwkundig ingenieur bij Rijkswaterstaat en vader van graficus M.C. Escher
- 14 - Petrus Voogd (65), Nederlands sociaaldemocraat
- 16 – Chick Webb (34), Amerikaans drummer
- 26 – Ford Madox Ford (65), Engels schrijver

juli
- 1 – Louis Davids (55), Nederlands cabaretier en revue-artiest
- 14 – Alfons Mucha (79), Tsjechisch kunstenaar
- 14 – Heva Coomans (79), Belgisch kunstschilder

augustus
- 11 – Agnes Goodsir (75), Australisch kunstschilder
- 25 – Jan Vos (51), Nederlands voetballer
- 26 – Willy Bohlander (48), Nederlands waterpoloër

september

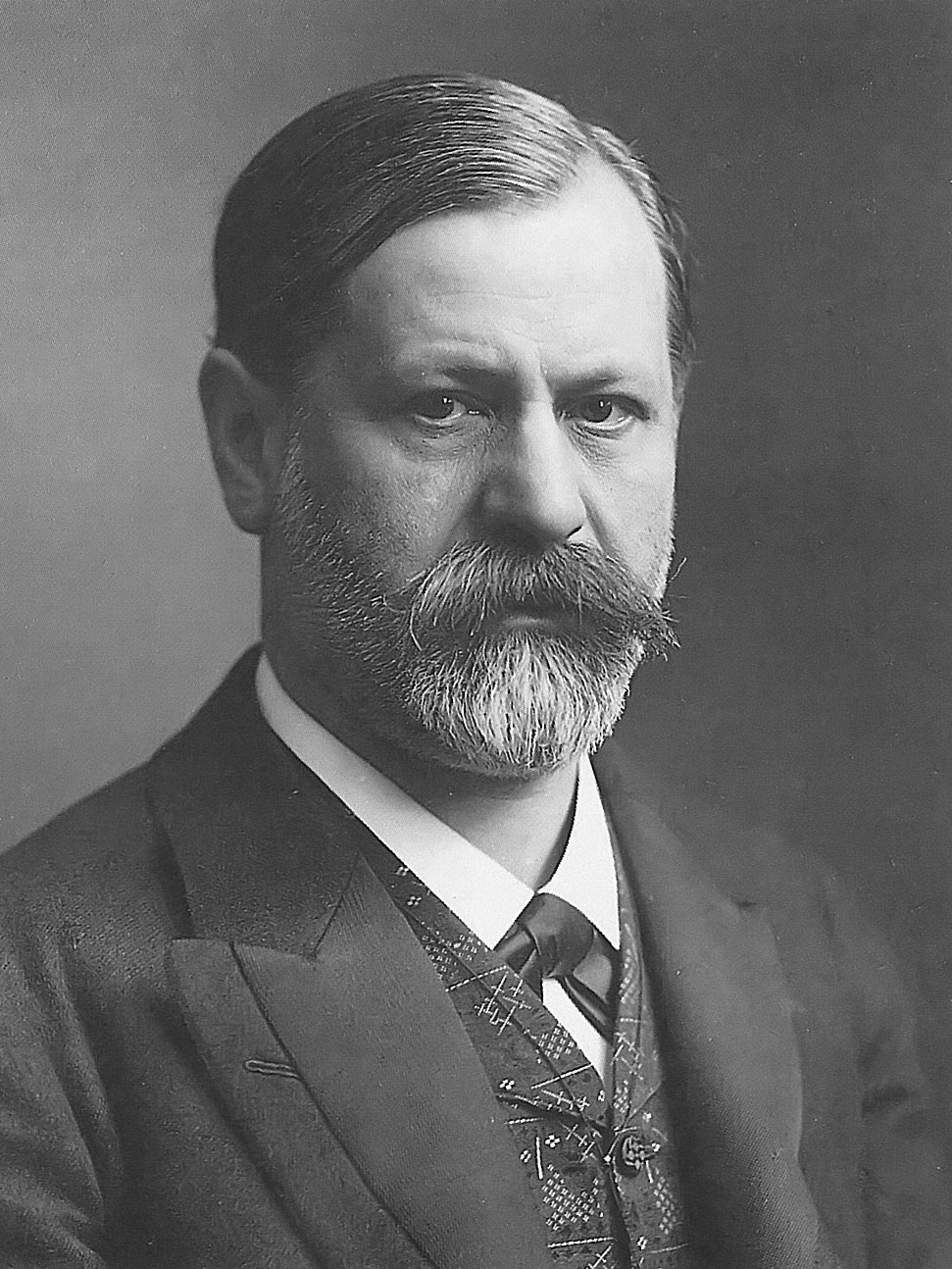
Sigmund Freud
23 september 1939

- 6 – Arthur Rackham (71), Engels tekenaar
- 18 – Stanisław Ignacy Witkiewicz (54), Pools schrijver
- 19 – Jindřich Veselý (54), Tsjechisch onderzoeker van marionetten en auteur van poppenspelen
- 22 – Werner von Fritsch (59), Duits generaal
- 23 – Sigmund Freud (83), Oostenrijks psycholoog en psychiater

oktober
- 7 – Harvey Cushing (70), Amerikaans neurochirurg, beschreef de ziekte van Cushing
- 8 – Henri Dekking (67), Nederlands journalist en schrijver
- 19 – Teodoro Sandiko (79), Filipijns politicus
- 20 – Otto Siffling (27), Duits voetballer
- 28 – Alice Brady (46), Amerikaans actrice

november
- 6 – Adolphe Max (69), Belgisch politicus
- 12 – Norman Bethune (49), Canadees medicus
- 15 – Ketty Gilsoul-Hoppe (71), Belgisch kunstenaar
- 20 – Désiré Pâque (72), Belgisch componist en muziekpedagoog
- 28 – James Naismith (78), Canadees-Amerikaans bedenker van basketbal
- 29 – Philipp Scheidemann (74), Duits politicus

december

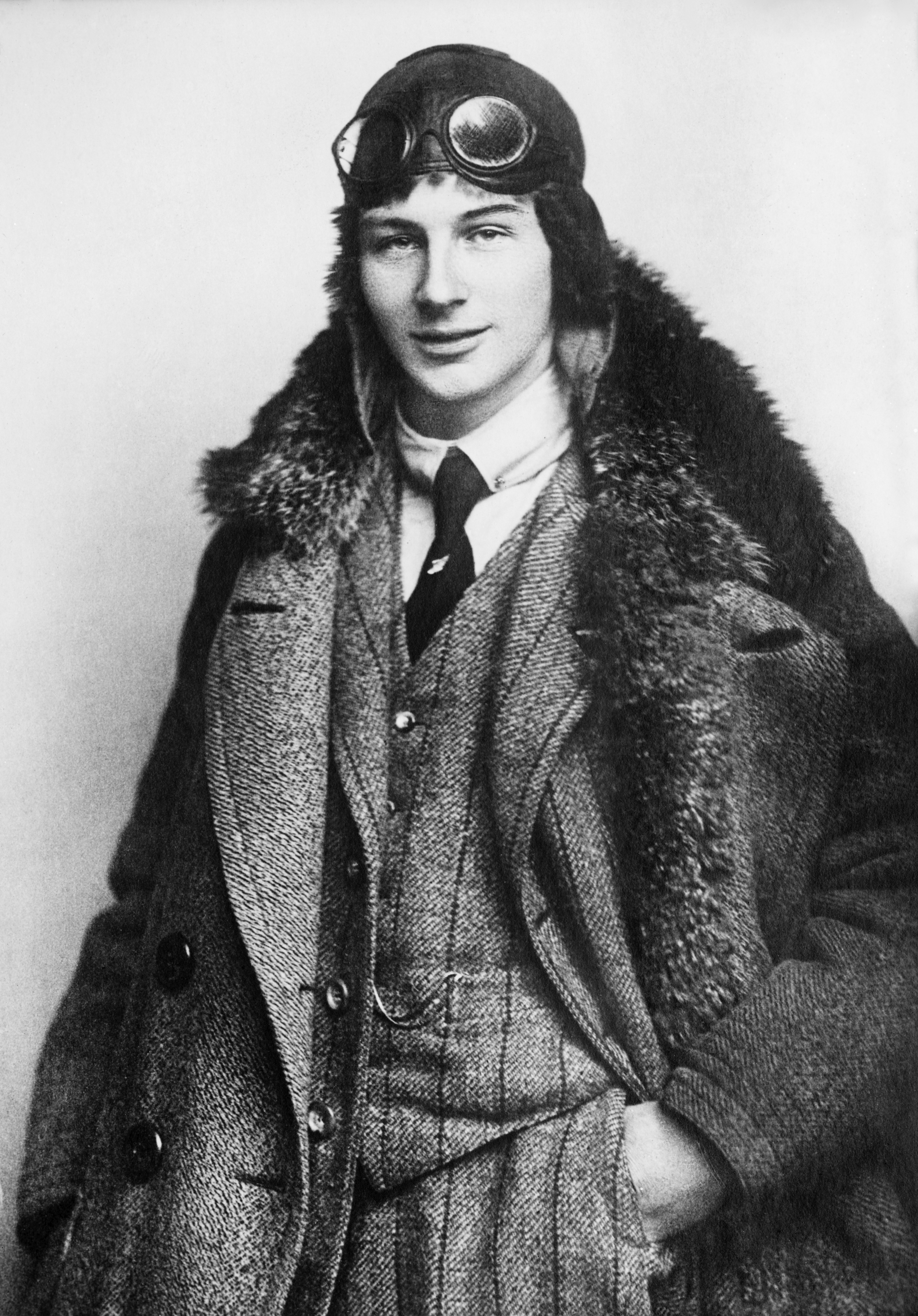
Anthony Fokker
23 december 1939

- 2 – Jan Huges (78), Nederlands burgemeester
- 3 – Louise van Saksen-Coburg en Gotha (91), prinses van het Verenigd Koninkrijk
- 6 – Hajo Brugmans (71), Nederlands historicus
- 8 – Robert Deveen (53), Belgisch voetballer
- 12 – Douglas Fairbanks (56), Amerikaans acteur
- 13 – Joan Nieuwenhuis (83), Nederlands krantenmaker, journalist en ambtenaar
- 19 – Alvah Meyer (51), Amerikaans atleet
- 20 – Hans Langsdorff (45), Duits marine-officier
- 23 – Anthony Fokker (49), Nederlands vliegtuigbouwer
- 25 – Arnoldus Teunis Kraan (62), Nederlands architect

onbekend
- Mary Gertrude Johnson (58), Sabaanse docente, introduceerde Saba-kant op het eiland

## Weerextremen
- 25 januari: In 30 dagen 321 mm neerslag in Forges (Chimay).
- 11 april: Vroegste zomerdag van de eeuw in Ukkel, met 26,6 °C als maximumtemperatuur.
- 12 april: warmterecord in Maastricht.
- 7 juni: Maximumtemperatuur tot 34,6 °C in Leopoldsburg.
- 24 augustus: In 4 uur 133 mm regen neerslag in Haren en 128 mm in Laken met ernstige overstromingen.
- 19 november: Windstoot van 144 km/h in Antwerpen. Schade in geheel Vlaanderen.

Bron: KMI Gegevens Ukkel 1901-2003  met aanvullingen 